# ツェントラル鉄道

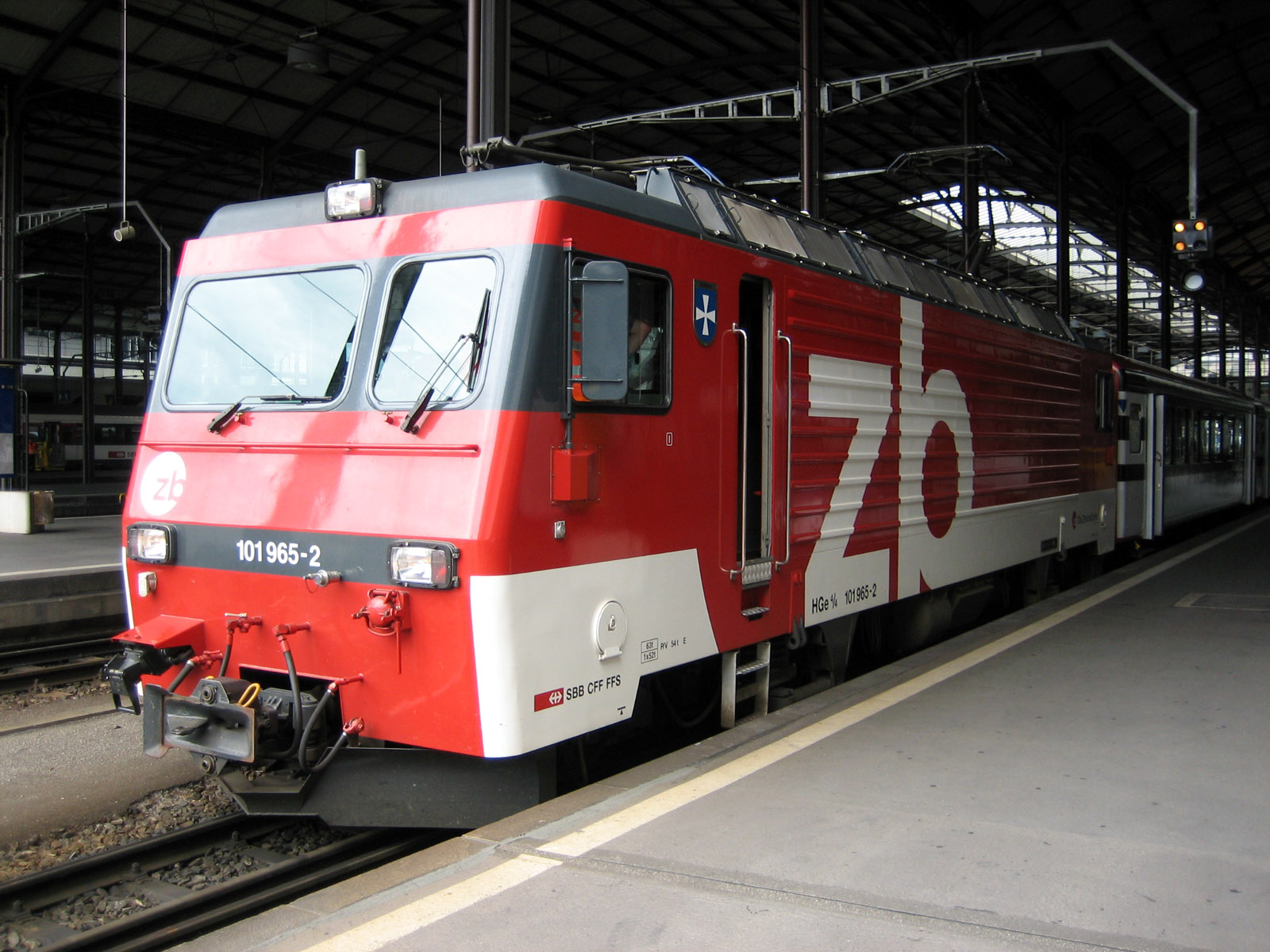
ツェントラル鉄道の主力ラック式電気機関車であるHGe101形が牽引するルツェルン発インターラーケン・オスト行の列車

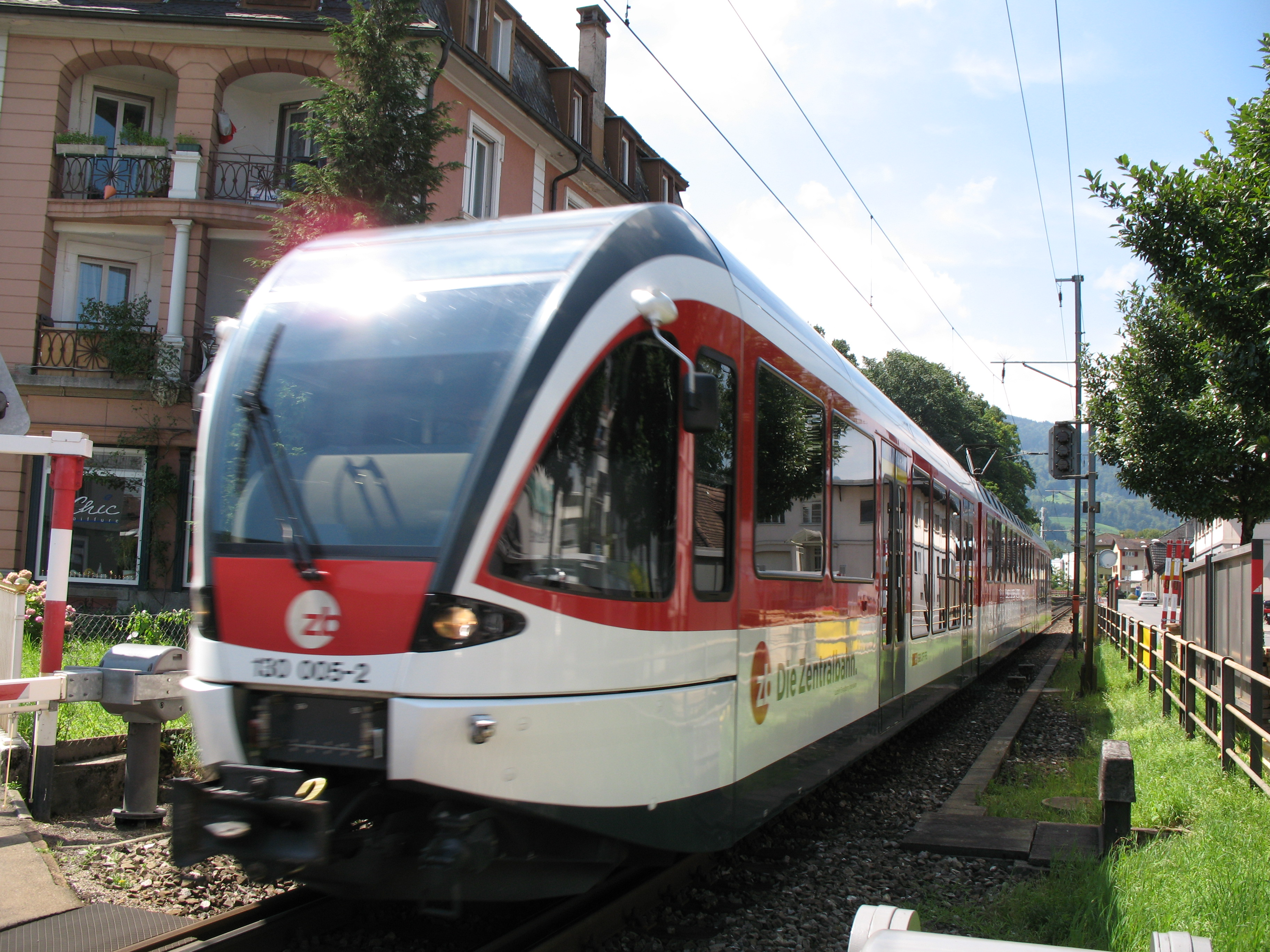
ツェントラル鉄道のシュタッドラー社の低床電車。通称'SPATZ'

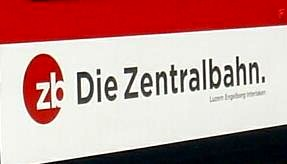
ツェントラル鉄道のロゴマーク

ツェントラル鉄道(ツェントラルてつどう、ドイツ語: zb: Zentralbahn)はスイスの鉄道会社で、運転区間はインターラーケン・オストからルツェルンまでのブリューニック線74kmと、途中のヘルギスヴィールから分岐したエンゲルベルクまでの24kmである。

## 概要
2005年1月1日、私鉄のルツェルン-シュタンス-エンゲルベルク鉄道が従来の自社線の保有・営業に加えて、スイス連邦鉄道（スイス国鉄）のブリューニック線の保有・営業を譲受し、ツェントラル鉄道へ名称を変更した。これは2004年6月30日に連邦参事会がスイス国鉄に対して、2005年1月1日をもってルツェルン-シュタンス-エンゲルベルク鉄道へブリューニック線を売却する権限を与えたことによるものであり、営業譲受に伴いスイス国鉄がツェントラル鉄道の株式の66.0%を保有している。全線軌間は1000ミリ（メーターゲージ）で、途中のブリューニック峠およびエンゲルベルク付近にはリッゲンバッハ式のラックレールが敷設されている。ブリューニック線とBLS AG、モントルー・オーベルラン・ベルノワ鉄道のモントルー - インターラーケン・オスト - ルツェルン間はゴールデンパス・ラインと呼ばれている。
ブリューニック線は1884年にスイス北西部の私鉄であるベルン-ルツェルン鉄道とジュラ・ベルン鉄道が合併した、ジュラ-ベルン-ルツェルン鉄道がルツェルンからブリューニック峠を超えてトゥーン湖方面への路線として計画され、1888-89年に開業した路線であり、同鉄道の他の路線と異なり軌間1mの規格で建設され、途中ブリューニック峠越えの区間はリッゲンバッハ式のラックレールが敷設されている。開業当初の路線はルツェルンからブリエンツ湖北西岸のブリエンツまでとなっており、駅に隣接した埠頭から蒸気船でブリエンツ湖西端のインターラーケンまで連絡をしていた。その後スイス各地の私鉄の統合の進行に伴ってジュラ-ベルン-ルツェルン鉄道も1890年1月1日には西スイス・シンプロン鉄道と合併し、翌年にはポン-バローベ鉄道を併合して最終的にはスイス西部に937kmの路線網を持ち、ベルン、ルツェルン、バーゼル、ジュネーヴといった都市や建設中のシンプロントンネルを網羅するジュラ-シンプロン鉄道となったが、さらに1903年5月1日にはジュラ-シンプロン鉄道が、前年の1月1日に他の5社の私鉄が統合して誕生していたスイス国鉄に統合され、ブリューニック線もスイス国鉄の一路線となった。その後ブリエンツ湖の水運との連絡の不便さからブリューニック線を延長して直接インターラーケンまで乗り入れることとなり、1916年にインターラーケン・オスト駅までの間が開通して現在の路線となった。また、スイス国鉄では他に1m軌間の路線を持たず、1435mm軌間への改軌や電化が度々検討されたが、第二次世界大戦の影響による石炭の価格高騰により1941-42年に電化が実施されたものの改軌は実現せず、1m軌間のまま現在に至っているが、2000年代前後からSバーン区間に指定されたルツェルン近郊区間を中心に路線や施設の改良計画が進み、ルツェルン付近などの地下化や近郊区間の複線化、主要駅の改良などの工事が現在も進行中である。また、ルツェルン - レスリマット信号場間は、クップファーハンマーを経由してクリエンスに至る貨物鉄道である1435mm軌間のクリエンス-ルツェルン鉄道と路線を共有しているため、クリエンス-ルツェルン鉄道がルツェルン - クップファーハンマーを開業させた1897年4月27日より四線軌条となっており、1999年にはホルヴまで三線軌条で延長されて同駅から1435mm軌間の引込線が敷設されているが、ツェントラル鉄道のルツェルン付近の地下化工事による路線変更を見越して2009年12月31日にクリエンス-ルツェルン鉄道が廃止となったため、以降はルツェルン - ホルヴ間の1435mm軌道もツェントラル鉄道の管轄となっている。
旧ルツェルン-シュタンス-エンゲルベルク鉄道線は1898年にシュタンスシュタート-エンゲルベルク鉄道によるシュタンスシュタートからエンゲルベルクまでの登山鉄道として開業しており、同じ年に開業したユングフラウ鉄道およびゴルナーグラート鉄道と同じ三相交流による電化で、開業当初は3社とも同様の形態の木造ニス塗車体で2軸の小型ラック式電気機関車による運行となっていた。なお、シュタンスシュタートからシュタンスまでの間には1893年からすでにシュタンスシュタート-シュタンス軌道の路面電車が運行されており、競合をしていたが、1903年にシュタンスシュタート-エンゲルベルク鉄道が同鉄道を併合するとともに路面電車を廃止している。シュタンスシュタート-エンゲルベルク鉄道は開業時にはルツェルン湖（フィーアヴァルトシュテッテ湖）の主にルツェルン方面からの船舶運輸との連絡を前提としており、シュタンスシュタート駅はルツェルン湖の支湖であるアルプナッハー湖の埠頭上に設けられていたが、湖の水運が次第に衰退してくると不便さが目立つようになったため、鉄道を延長してスイス国鉄のブリューニック線へ乗り入れてルツェルンまで直通運転をすることとなり、ヘルギスヴィールまでの新線の建設と電気方式のスイス国鉄と同じ単相交流15000V 16.7Hzへの変更が1964年に完成し、同時に社名をルツェルン-シュタンス-エンゲルベルク鉄道へ変更している。なお、この際にシュタンスシュタート駅はアルプナッハー湖の埠頭から市街地内へ移設されており、ゲルビ信号場 - シュタンスシュタート間の旧線1.7kmが廃止されている。さらに、運行上のネックとなっていたオーバーマット - グリューネンヴァルト間の261パーミル区間の勾配を緩和して所要時間の短縮と輸送力増強を図るために全長4030m、最急勾配105パーミルのエンゲルベルグトンネルで同区間を迂回する工事が2001年に開始され、ツェントラル鉄道統合後の2010年12月に開業、所要時間が14分短縮、輸送力が1時間当たり400人から1000人へ増強、運行編成数が昼間で3編成から2編成に低減されている。

### 沿革（ブリューニック線）[18]
- 1888年6月14日 ジュラ-ベルン-ルツェルン鉄道アルプナハシュタット - ブリエンツ間（44.55km）開業
- 1889年6月1日 ルツェルン - アルプナハシュタット間（12.98km）開業
- 1890年1月1日 ジュラ-ベルン-ルツェルン鉄道と西スイス・シンプロン鉄道が合併、ジュラ-シンプロン鉄道となる
- 1891年1月1日 ジュラ-シンプロン鉄道がポン-バローベ鉄道を合併
- 1903年5月1日 ジュラ-シンプロン鉄道がスイス国鉄へ統合
- 1916年8月23日 ブリエンツ - インターラーケン・オスト間（16.26km）開業、全線開通
- 1941年11月18日 ルツェルン - マイリンゲン間（45.24km）電化
- 1942年12月24日 マイリンゲン - インターラーケン・オスト間（28.55km）電化、全線電化
- 1961年12月13日 アイヒヴァルト - ホルヴ南間（2.12km）複線化
- 1999年7月 レスリマット信号場 - ホルヴ間三線軌条化

### 沿革（旧ルツェルン-シュタンス-エンゲルベルク鉄道）
- 1898年10月5日 シュタンスシュタート-エンゲルベルク鉄道シュタンスシュタート - エンゲルベルク間開業
- 1903年9月30日 シュタンスシュタート-エンゲルベルク鉄道が並行するシュタンスシュタート-シュタンス軌道を合併、同鉄道のシュタンスシュタート-シュタンス間（3.5km）廃止
- 1964年10月21日 シュタンスシュタート-エンゲルベルク鉄道からルツェルン-シュタンス-エンゲルベルク鉄道へ社名変更
- 1964年12月19日 ヘルギスヴィール - シュタンスシュタート間（2.69km）開業、シュタンスシュタート駅移設、全線の電気方式を三相交流750-850V33Hzから単相交流15000V16.7Hzへ変更、ブリューニック線ルツェルンまでの乗入開始
- 2001年 エンゲルベルクトンネル着工

### 沿革（ツェントラル鉄道）
- 2005年1月1日 ルツェルン-シュタンス-エンゲルベルク鉄道がスイス国鉄よりブリューニック線を移管、同時にツェントラル鉄道へ社名変更
- 2006年6月 ホルヴ - ホルヴ・ズート信号場間（2.46km）複線化
- 2010年12月7日 メットレン付近 - ボーデン付近間旧線（4.45km）およびオーバーマット駅、グリューネンヴァルト駅廃止
- 2010年12月12日 メットレン付近 - ボーデン付近間新線（4.1km）開業、エンゲルベルクトンネル（4030m）開通

## 路線

### ブリューニック線
- 路線長：73.79km
- 開通年

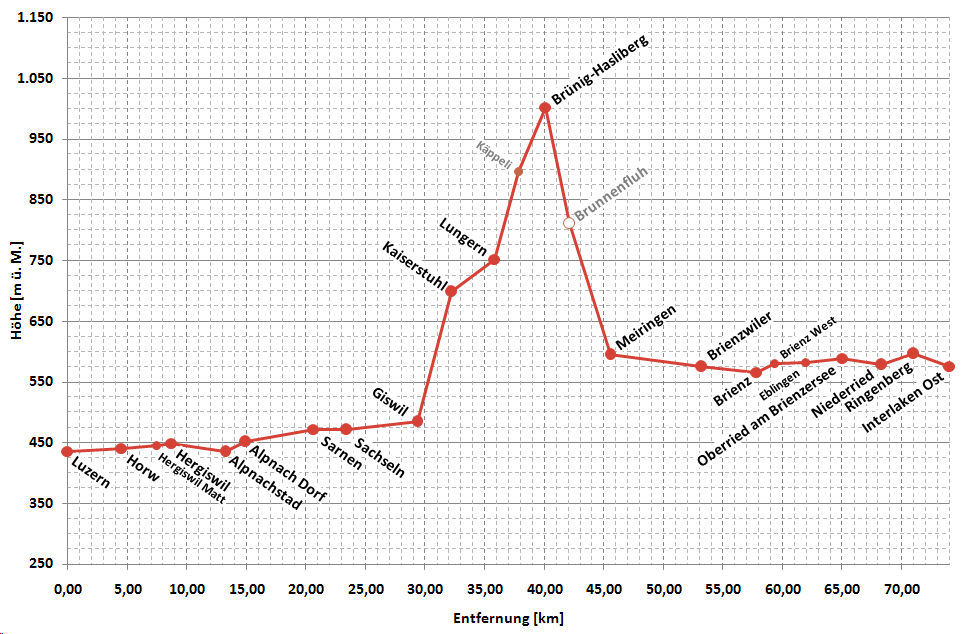
ブリューニック線の線路高低図

  - ルツェルン - アルプナハシュタット（12.98km）：1889年6月1日
  - アルプナハシュタット - ブリエンツ（44.55km）：1888年6月14日
  - ブリエンツ - インターラーケン・オスト間（16.26km）：1916年8月23日
- 電気方式：交流15kV 16.7Hz
- 最急勾配：128パーミル（ラック区間）、31パーミル（粘着区間）
- ラックレール方式：リッゲンバッハ（12.76km)
- 標高：436.0-1001.9m
- 隧道：15箇所
- 橋梁：7箇所
- 複線区間：アイヒヴァルト - ホルヴ（2.12km）

スイス中央部のルツェルン州にあるルツェルン湖（フィーアヴァルトシュテッテ湖）畔のルツェルンからルツェルン湖の支湖であるアルプナッハー湖畔でニトヴァルデン準州のヘルギスヴィールを経由し、そこからオプヴァルデン準州に入って南西方向から流れるザルナー川を遡って途中ザルナー湖およびルンゲラー湖のそれぞれ南東岸を経由し、その後分水嶺である最高地点1001.9mのブリューニッヒ峠をラック区間で超えてアーレ川水系に入ってベルン州のメイリンゲンに至り、その後アーレ川沿いを南西方向へ下り、途中ブリエンツ湖の北西岸を経由して、ブリエンツ湖とトゥーン湖に挟まれたインターラーケンに至る路線である。途中のルンゲルン - メイリンゲン間約13kmはブリューニック峠を最急勾配128パーミルのラック区間で越える山岳路線であるが、その他の区間はギスヴィール付近に約3km、101パーミルのラック区間がある以外、約50km以上の粘着区間のほとんどが最急勾配20パーミル以下の勾配の緩やかな路線であり、沿線風景も山岳地帯というよりは沿線4箇所で約30km以上に及ぶ湖畔の路線や牧草地、森林といった風景が中心となっている。
ルツェルン州の州都であり、チューリヒからインターラーケンに至る交通の要所であるルツェルン駅はルツェルン湖畔にあるスイス国鉄との共同使用駅であり、現在では東側の2面3線の12-14番線を使用
し、広大な駅構内には約10線の留置線も設置されている。ルツェルン駅を出ると市街地を南へ進み、アイヒヴァルトからは複線区間となり、ホルヴからはアルプナッハー湖岸を通り、ホルヴ南からは再度単線となってヘルギスヴィール・マットを経てヘルギスヴィールへ至る。
ヘルギスヴィールはグラスィ・ヘルギスヴィルのガラス工場で有名な街で、インターラーケン・オスト方面とエンゲルベルク方面との分岐点にあたる駅であり、ブリューニック線沿線ではこの街のみニドヴァルデン準州となっている。ヘルギスヴィールを出てすぐブリューニック線は同線最長で全長1185mのロッパー第一トンネルを抜けてオブヴァルデン準州に入って少しすると、ルツェルン湖畔最後の港でもあるアルプナハシュタットに到達する。アルプナハシュタット駅の北側には480パーミルの世界最急勾配で知られるピラトゥス鉄道が発着しており、ルツェルン近郊の観光地であり、ピラトゥス山の竜伝承で知られる標高2132mのピラトゥス山の山頂への玄関口となっている。なお、ピラトゥス山にはルツェルン近郊のクリエンスからもロープウェイで行くことができる。
アルプナハシュタットからはザルナー川に沿って遡ると、ザルナー湖北端の町であるザルネンに至り、その南東岸をたどって湖畔のザルクセンを経由して、ザルナー湖を離れると再度ザルナー川に沿って遡り、ザルクセン湖との中間にあるのがギスヴィールの街である。標高484mのギスヴィール駅は開業時よりルツェルン方面からの区間列車の終着駅で、構内には留置線、車庫が設けられてマイリンゲンに次ぐ規模の駅となっており、ギスヴィールからその次のルンゲルン湖北端の標高697mのカイザーシュトゥール駅間2.9kmは最急勾配100パーミルのラック区間となっているため、粘着区間専用の車両はギスヴィールまでの運行となり、蒸気機関車が運行されていた時代はここで粘着区間用の機関車からラック区間用の機関車に交換をしていた。
カイザーシュトゥールからは再度粘着区間となってルンゲルン湖南端のルンゲルンの街まで湖の南西岸をたどり、標高751mのルンゲルンから最急勾配110パーミルのラック区間2箇所計約3kmでオブヴァルデン準州からベルン州に入ってすぐ、ブリューニック線最高地点のブリューニック峠に至る。ブリューニック峠は標高1008mの峠で、ブリューニック線の他に国道4号線通っており、標高が比較的低い上に冬季でも除雪が行き届いており道路も通年で通行することができる。また、峠の最高地点のハスリベルクの街にあるブリューニック・ハスリベルク駅はブリューニック線最高地点の駅であり、開業当初から1910年頃までラック区間での列車の牽引に使用されていたHG2/2形は60パーミルの前傾ボイラーを装備しており、勾配が登りから下りに変わるこの駅で方向転換をする必要があったため、駅構内前後には転車台を設置していた。
ブリューニック峠から約4km、最急勾配126パーミルのラック区間を下った標高595mの地点にあるマイリンゲンはアーレ川沿いにある、メレンゲの語源になったという説もある街で、平坦区間にある駅であるが、路線はここでスイッチバックして西方向へ戻る線形となっているほか、構内にはブリューニック線の車両の点検整備を担当するマイリンゲン工場が併設されている。また、この駅から東方向へは1926年建設のオーベルハスリ発電所の引込線を1946年に転用したマイリンゲン-イネルトキルヒェン鉄道の路線がアーレ峡谷をイネルトキルヒェンまで伸びているほか、マイリンゲン郊外にあるシャーロック・ホームズゆかりのライヘンバッハの滝へ至るケーブルカーに連絡するライヒェンバッハを経由してアーレシュルヒトまではマイリンゲン-ライヒェンバッハ-アーレシュルヒト軌道が1956年9月16日まで運行していた。
マイリンゲンからアーレ川沿いを下り、スイス軍航空隊基地の脇を過ぎるとブリエンツ湖の東端にあり、観光のほか木彫で有名で州立木彫学校も置かれる街であるブリエンツへ至る。駅は湖岸に設置されており、駅の東端がそのまま湖の埠頭につながっており、現在でもインターラーケン方面への船舶が発着しているほか、駅の北側にはラック式蒸気機関車を運行している登山鉄道であるブリエンツ・ロートホルン鉄道のブリエンツ駅が設置されている。
路線はブリエンツを出てからブリエンツ湖の北西岸をたどって湖の西端に至り、アーレ川を全長165mのアーレ・インターラーケン鉄橋で越えてブリエンツ湖とトゥーン湖に間にあり、その名が“湖の間”を意味するインターラーケンの街の東側にあるインターラーケン・オスト駅に至る。駅はゴールデンパス・ラインの一部でトゥーンを経由してツヴェイジンメンへ至るBLS AGの路線と、ベルナー・オーバーラント地方やユングフラウ方面へ向かうベルナーオーバーラント鉄道と連絡をしている駅であり、駅の北側からBLS AG、ブリューニック線、ベルナーオーバーラント鉄道の順に並んでいる。

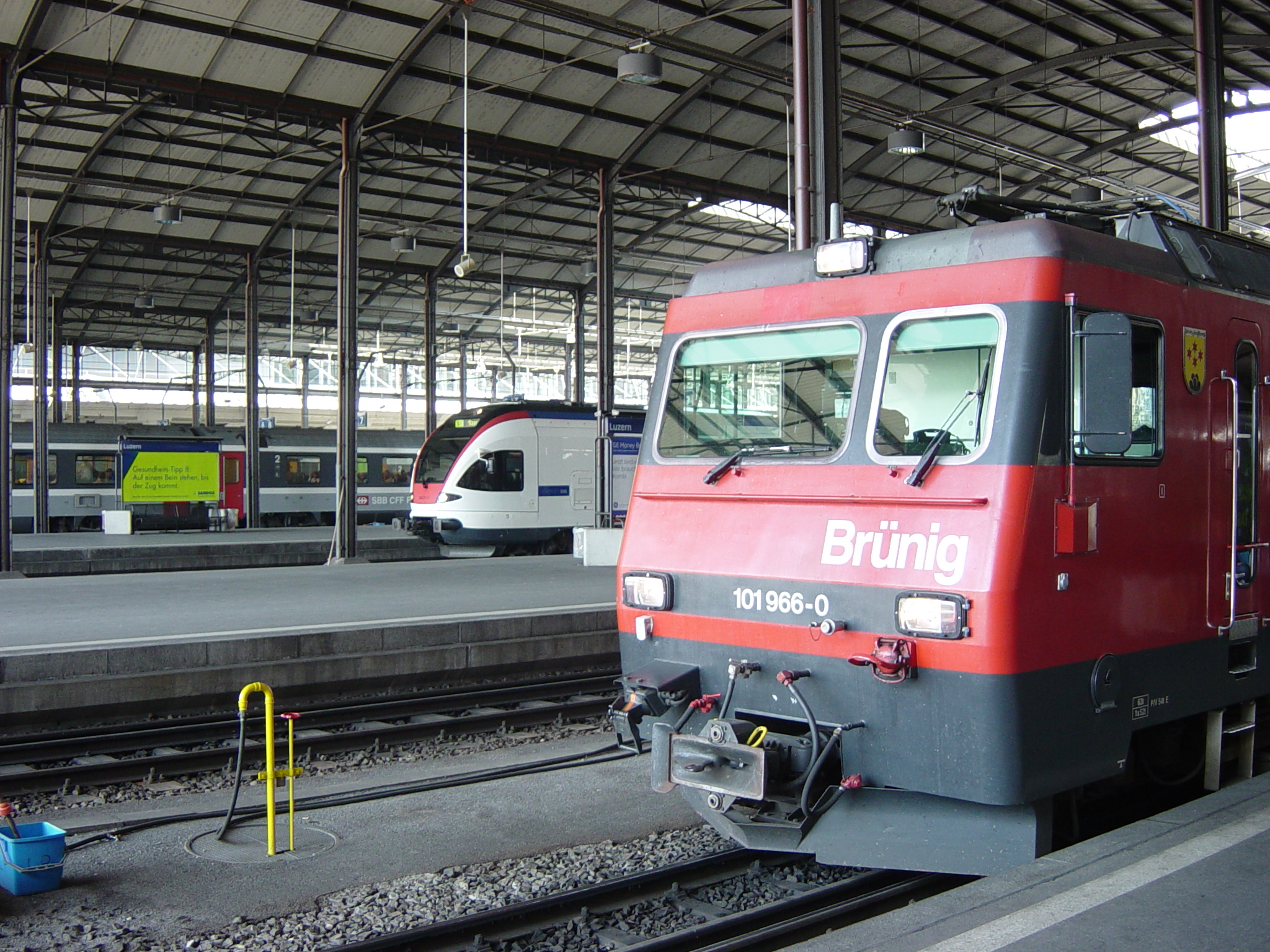
スイス国鉄と共同使用のルツェルン駅構内
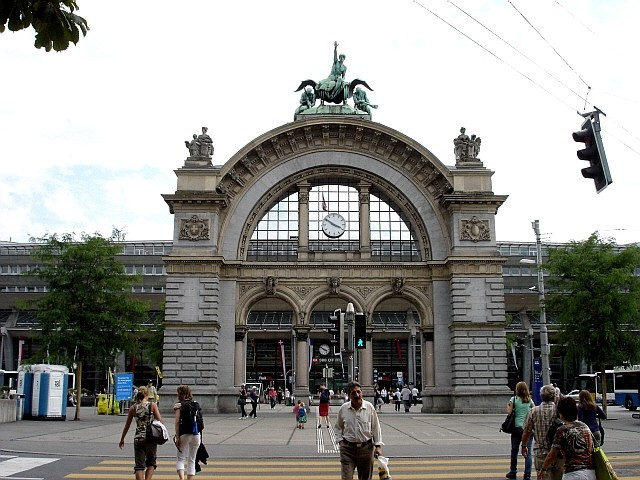
旧駅の一部がモニュメントとして残るルツェルン駅
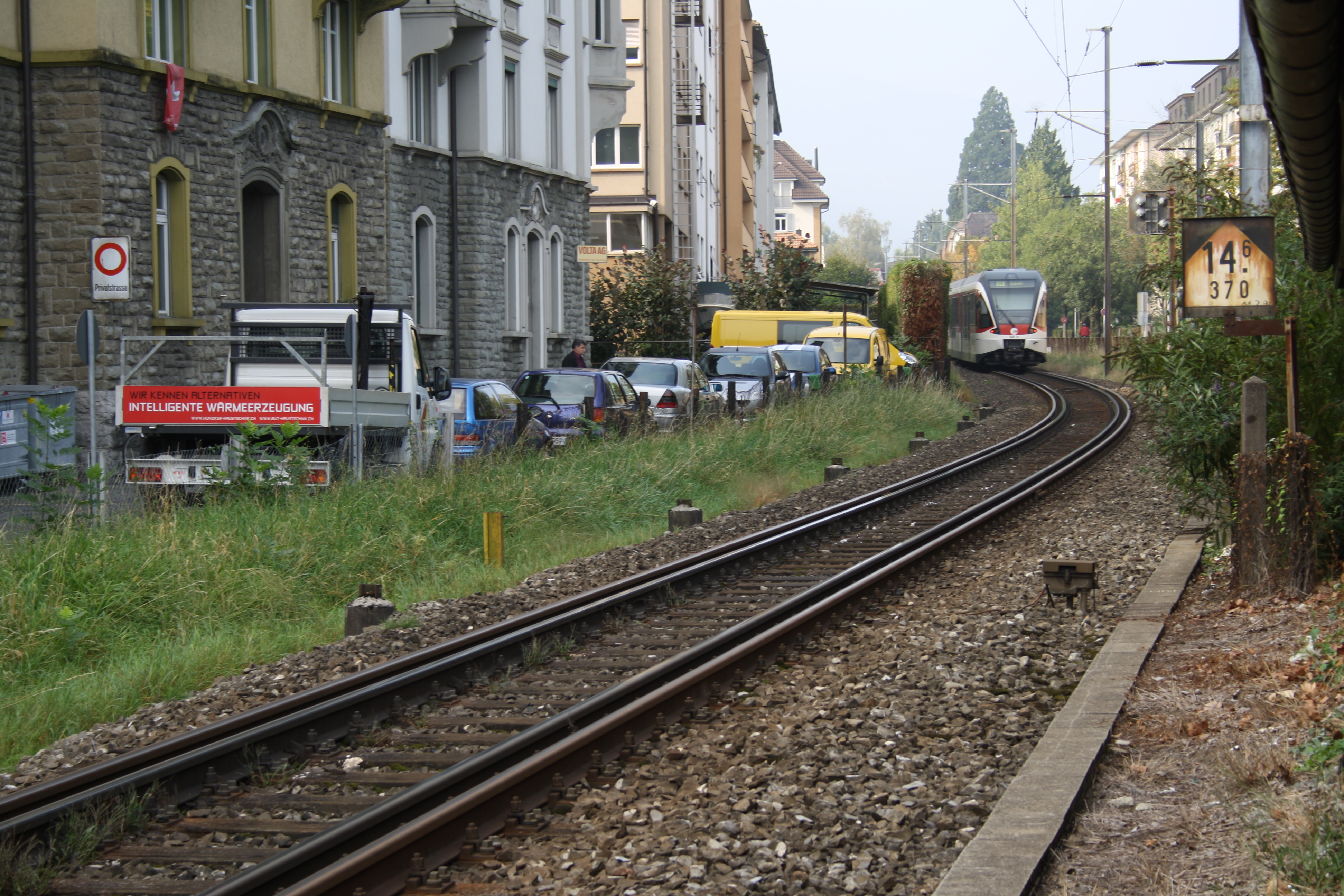
ルツェルン近郊の1435mm軌間と1000mm軌間の4線区間
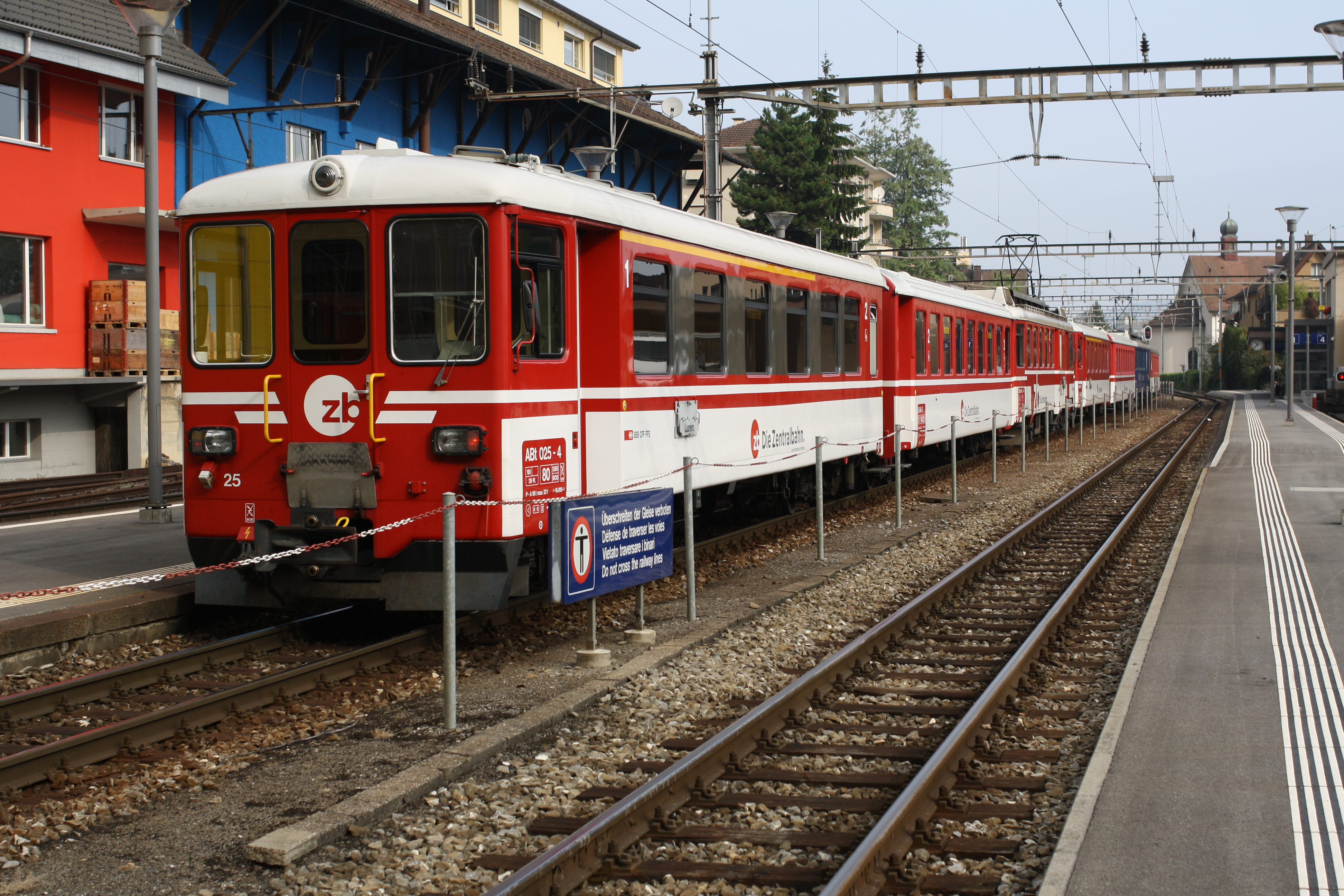
ヘルギスヴィール駅
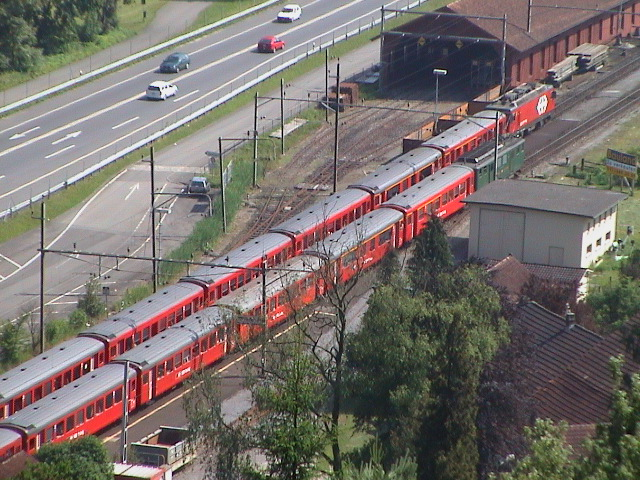
アルプナハシュタット駅
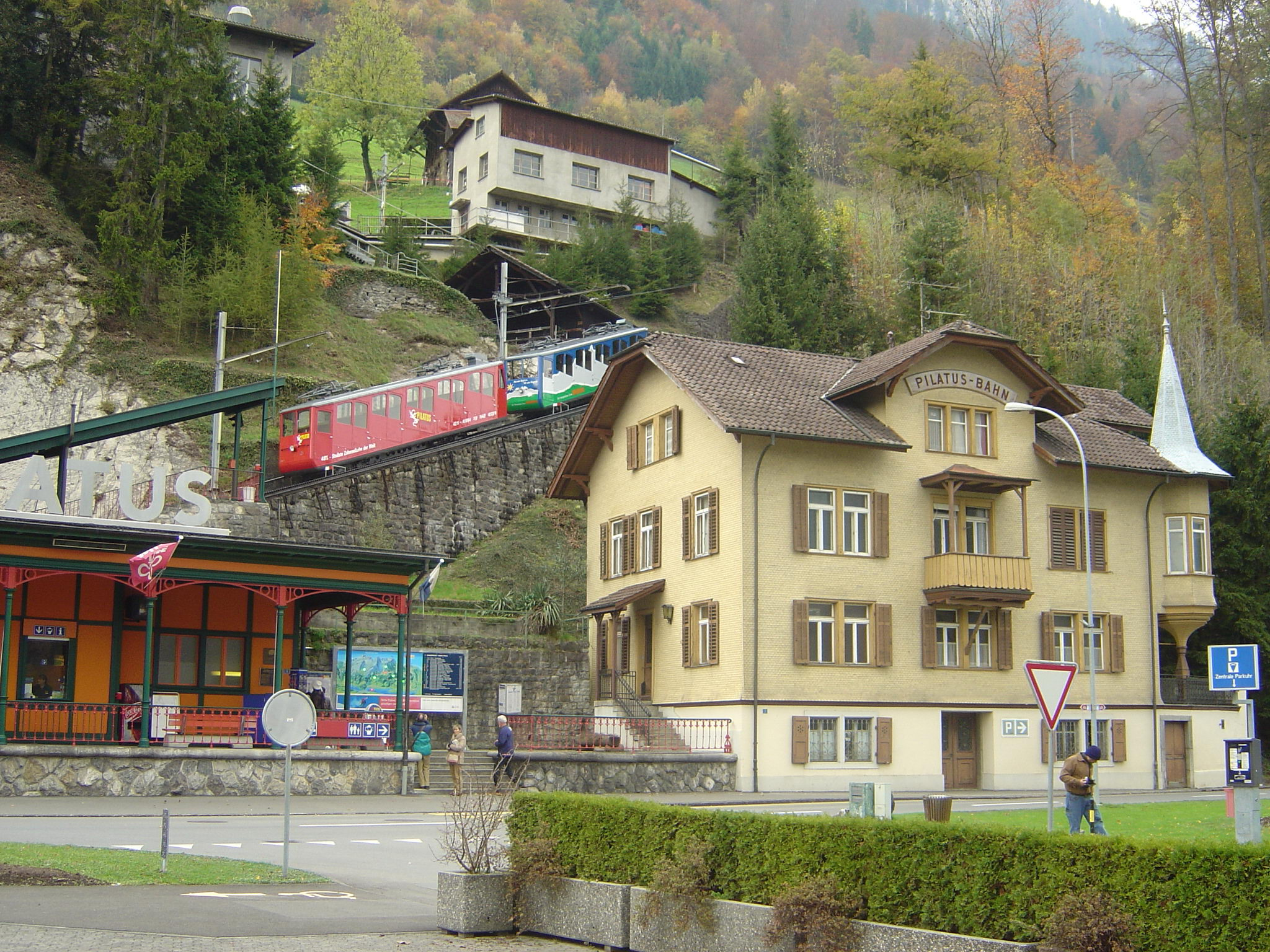
アルプナハシュタット駅で接続するピラトゥス鉄道
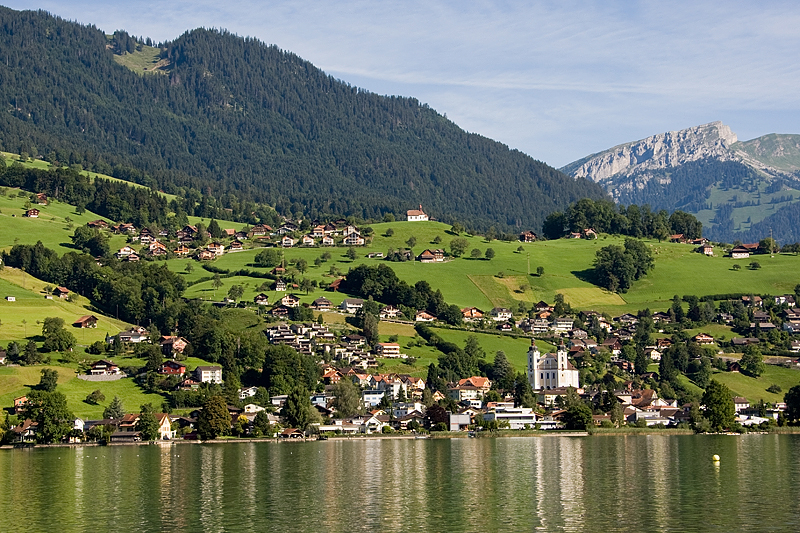
ザルナー湖とザルネン市街
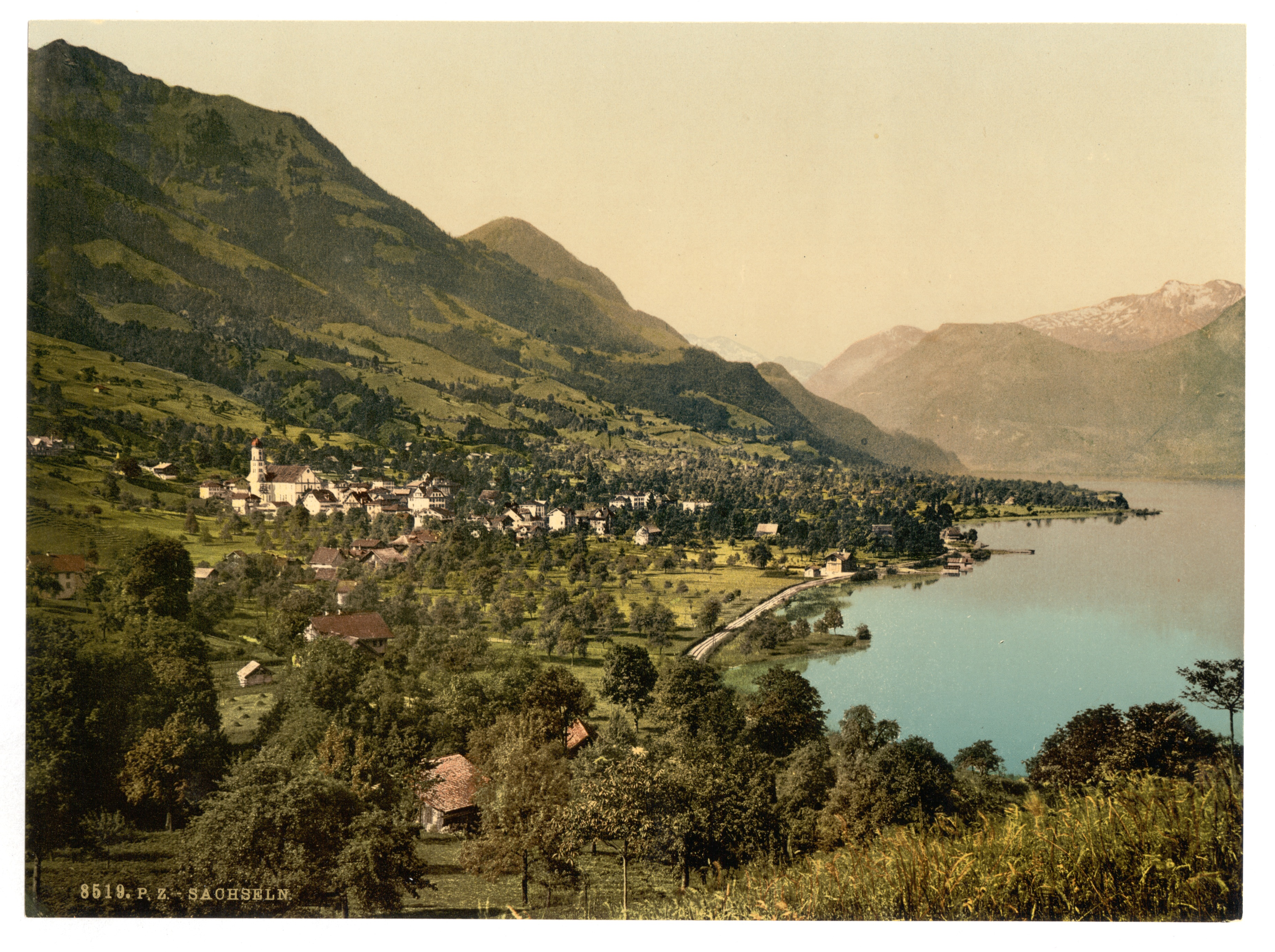
1900年前後のザルナー湖とザクセルン市街、湖畔にブリューニック線とザクセルン駅
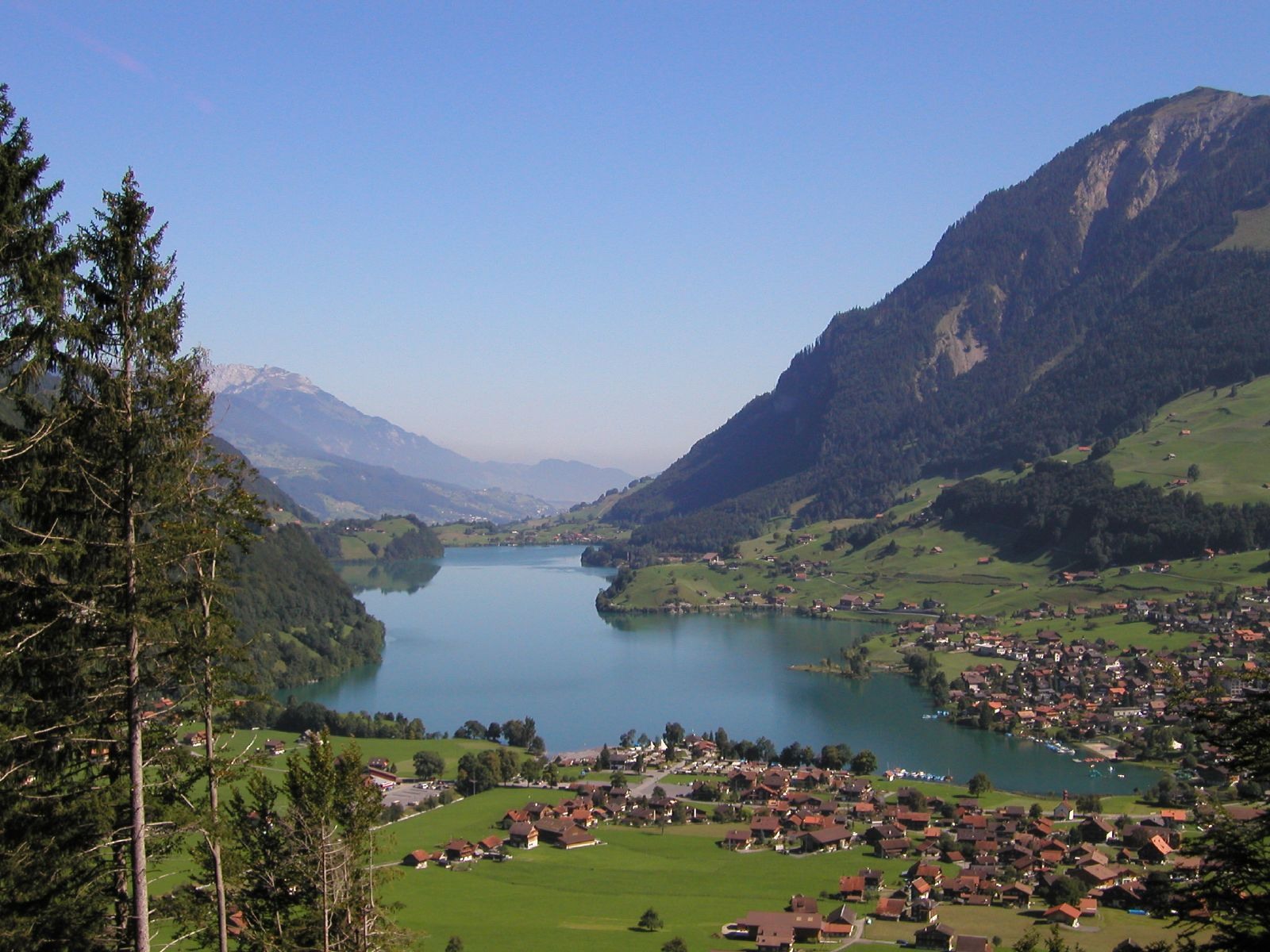
ブリューニック峠から見たルンゲルン湖とルンゲルン市街、路線は湖の画面右岸側をたどる
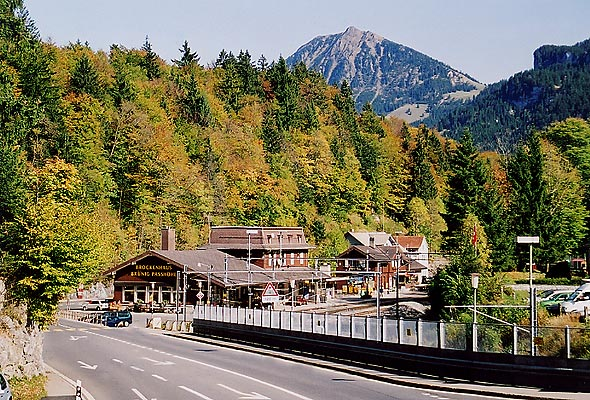
ブリューニック線最高地点にあるブリューニック・ハスリベルク駅
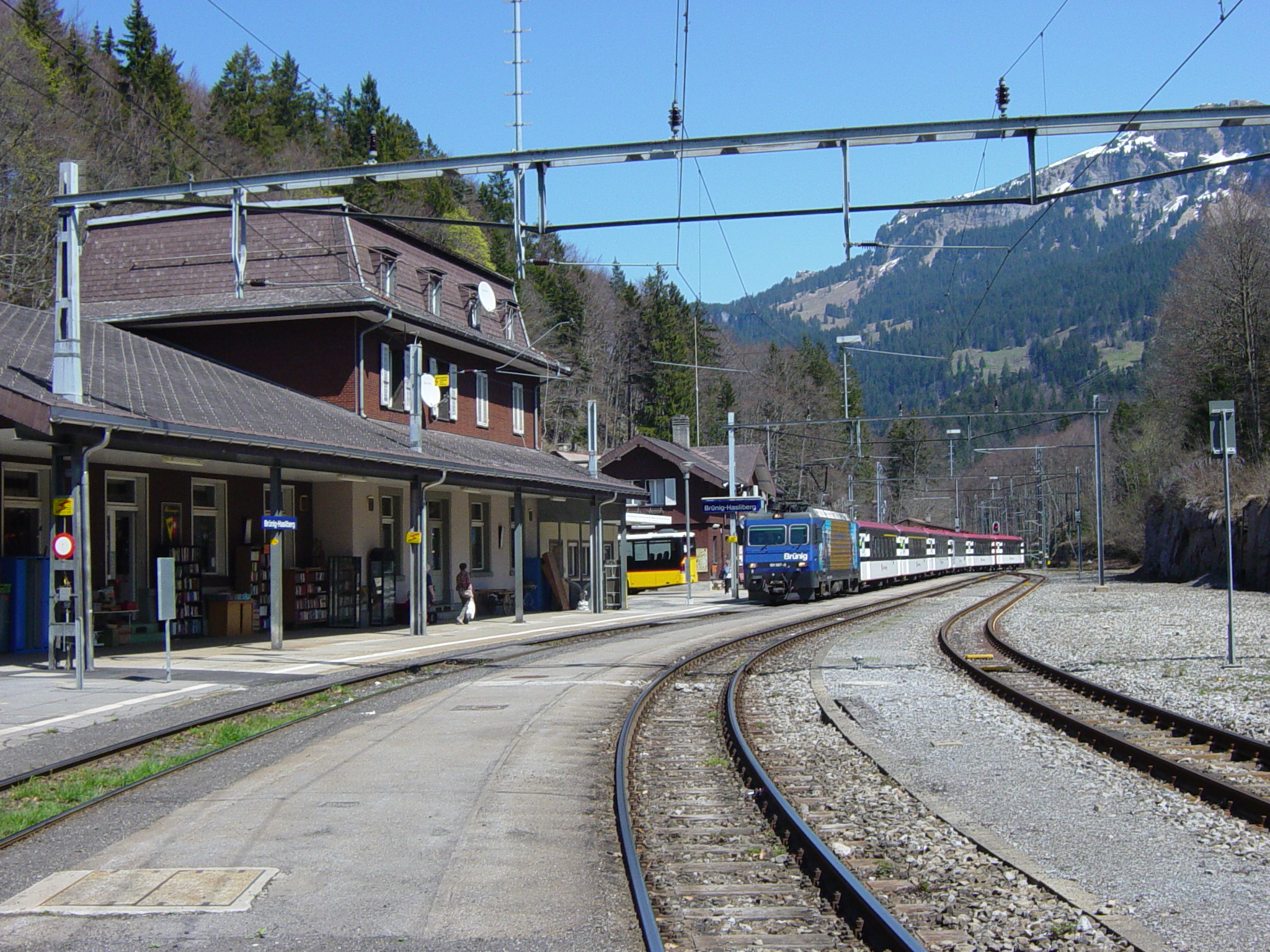
ブリューニック・ハスリベルク駅に進入するインターラーケン・オスト行列車
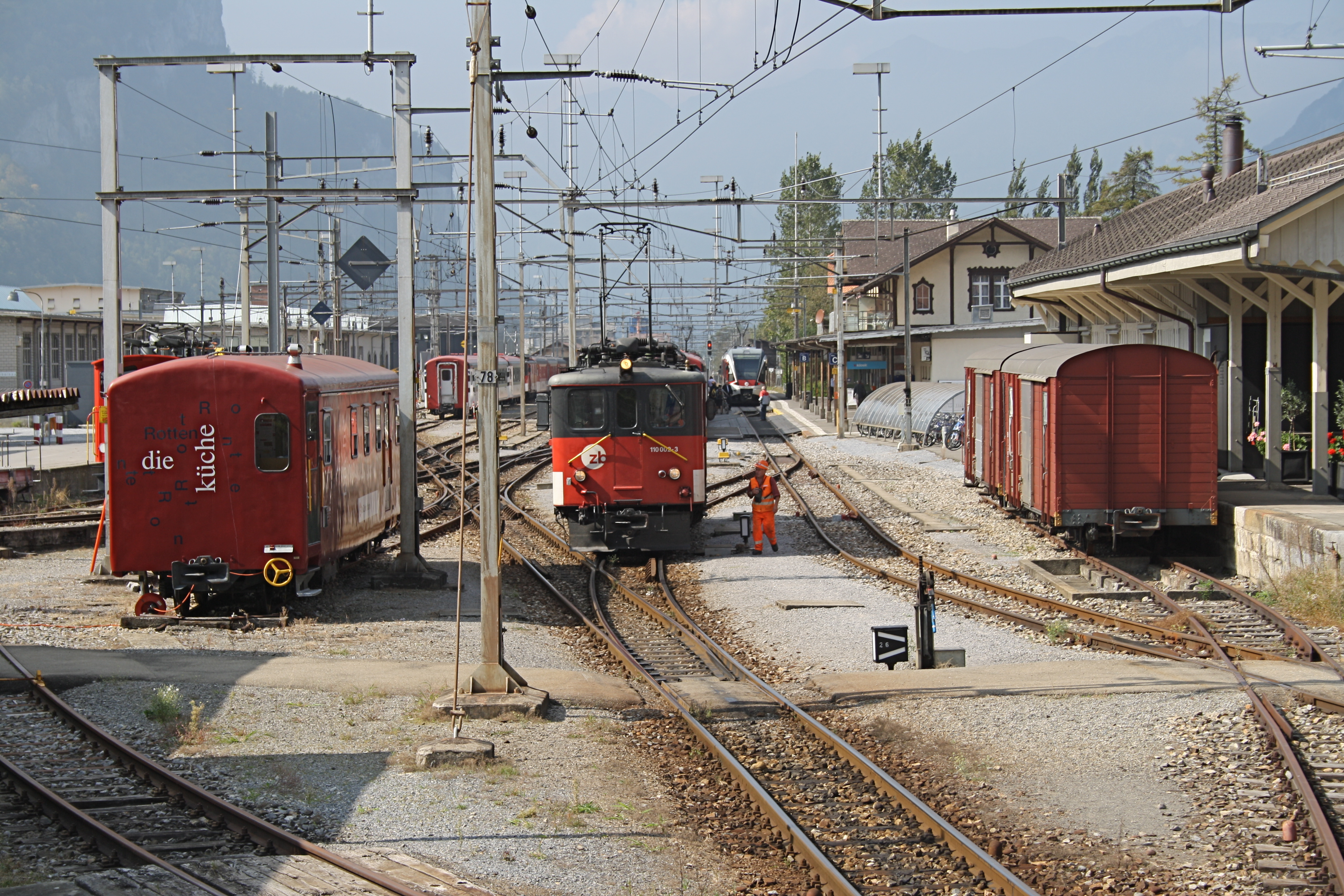
スイッチバック式のマイリンゲン駅、終端側から本線側を見た写真、右手前が貨物ホーム、奥が旅客ホーム、左側が車両工場
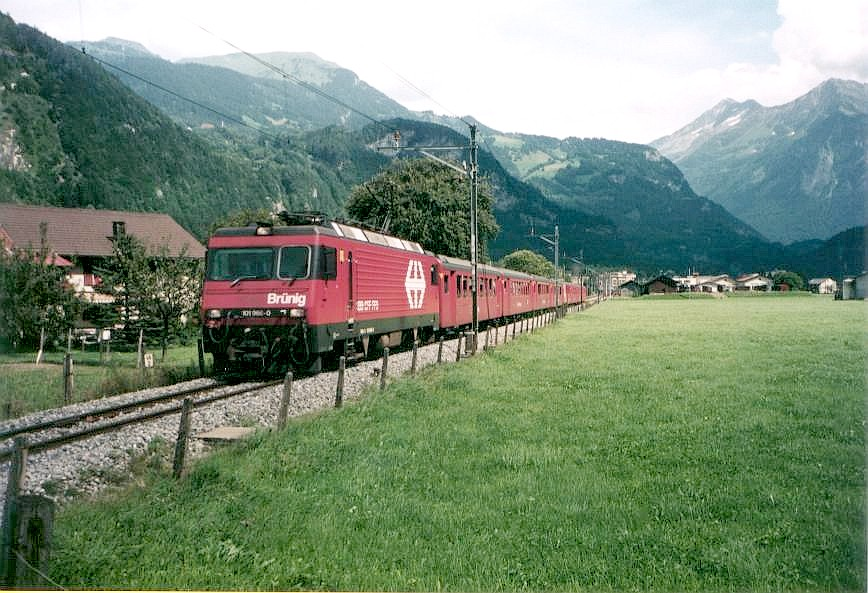
マイリンゲン付近を走行する列車
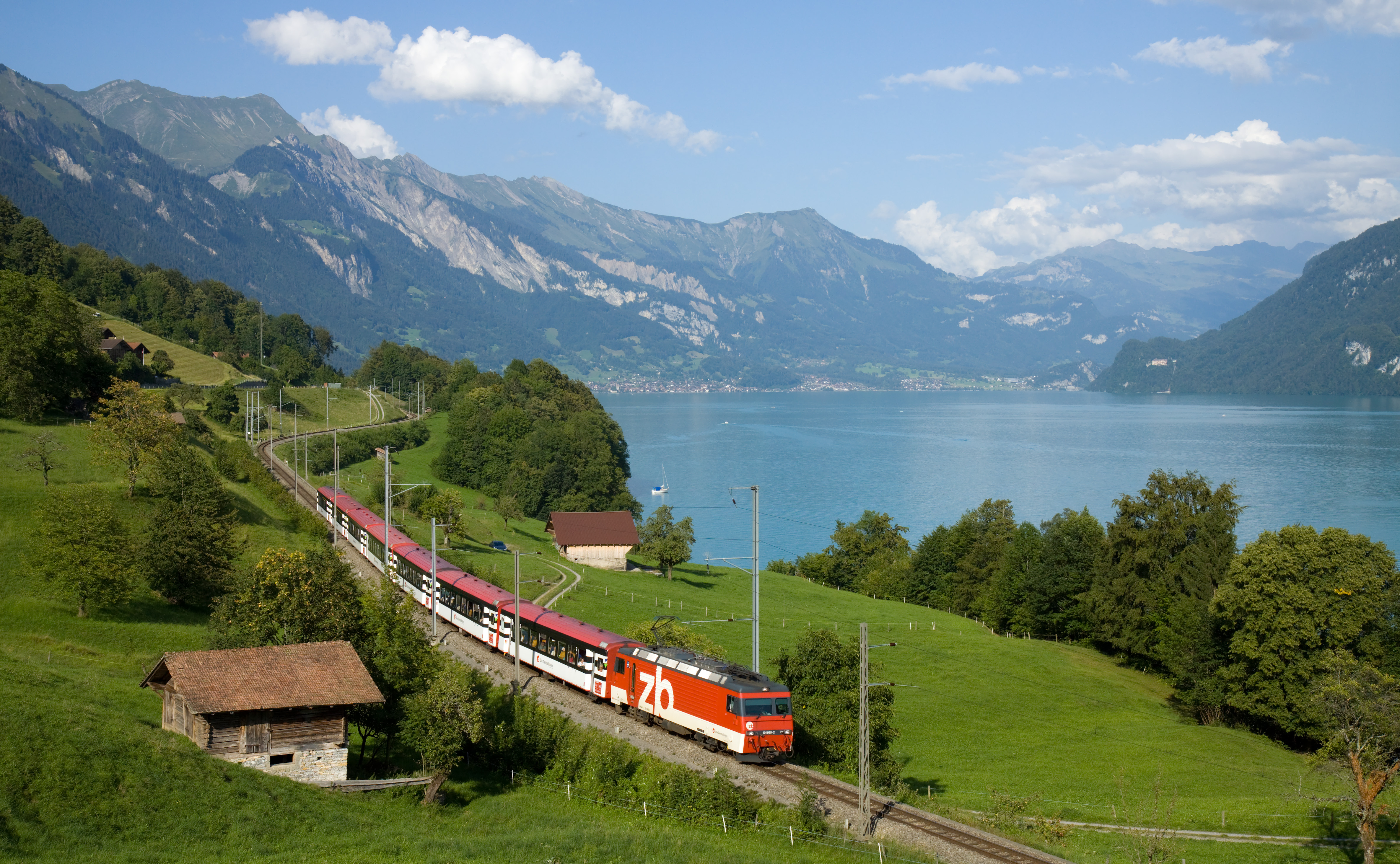
ブリエンツ湖付近を走行する列車
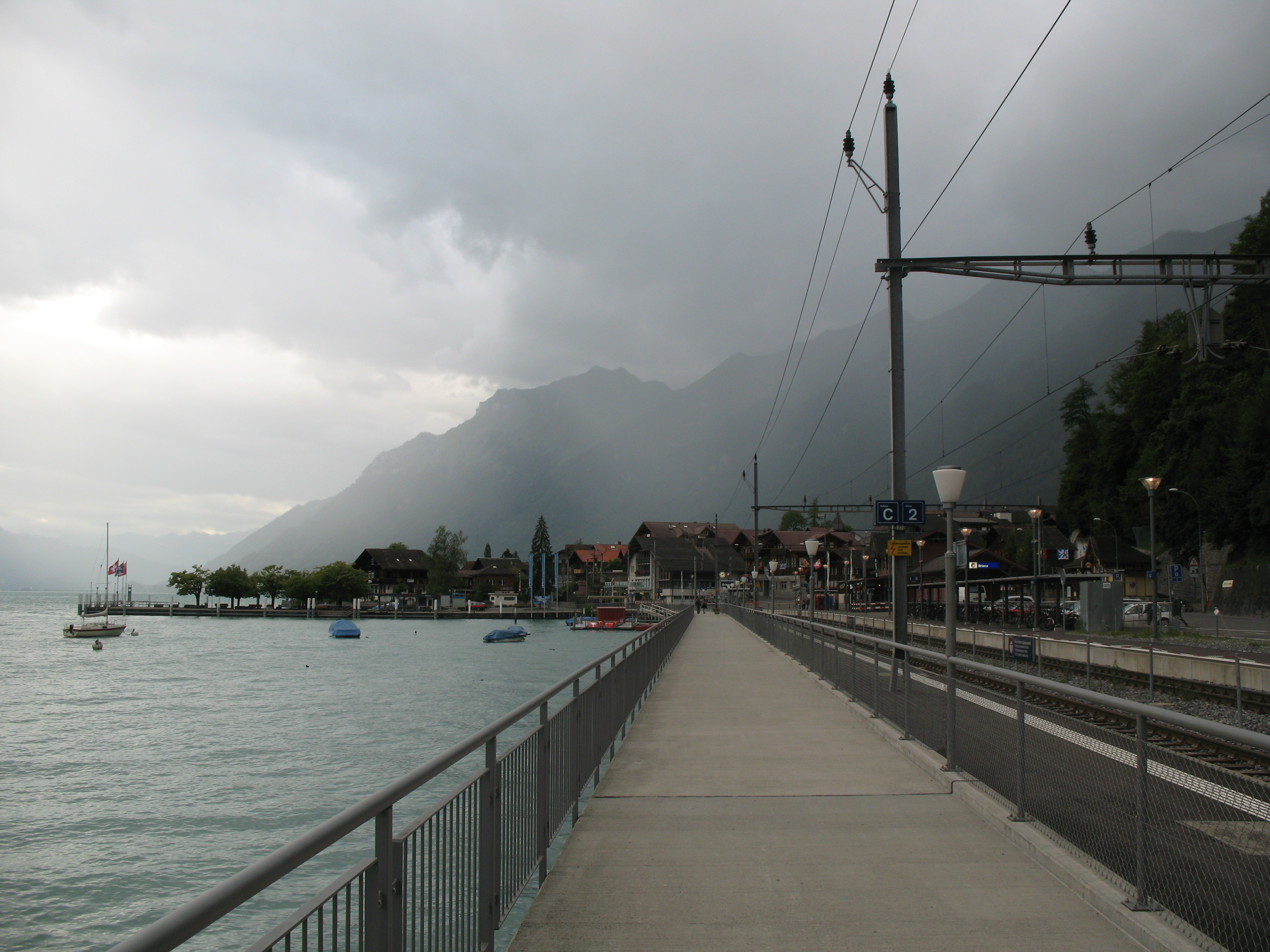
ブリエンツ湖畔のブリエンツ駅
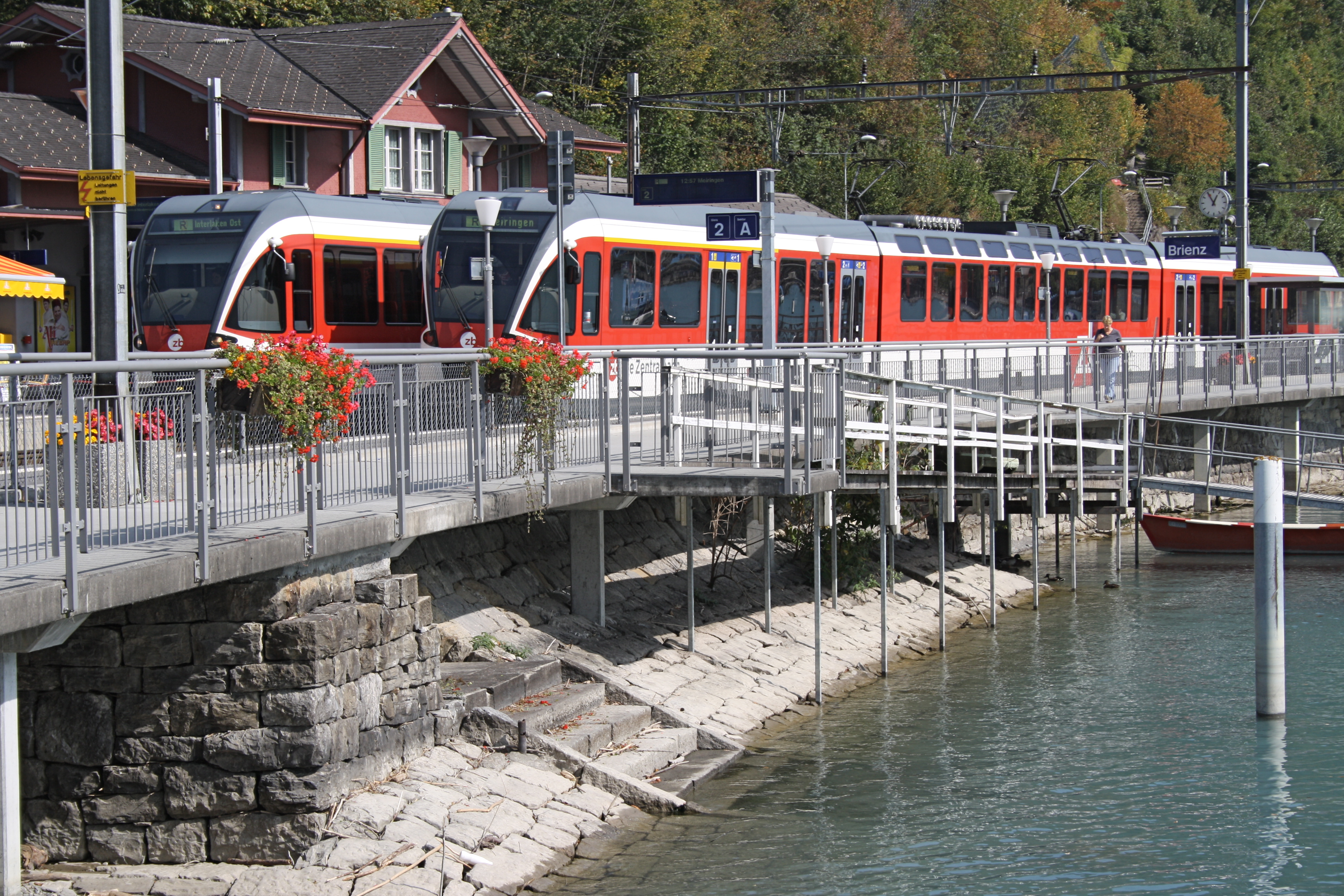
ブリエンツ湖畔のブリエンツ駅
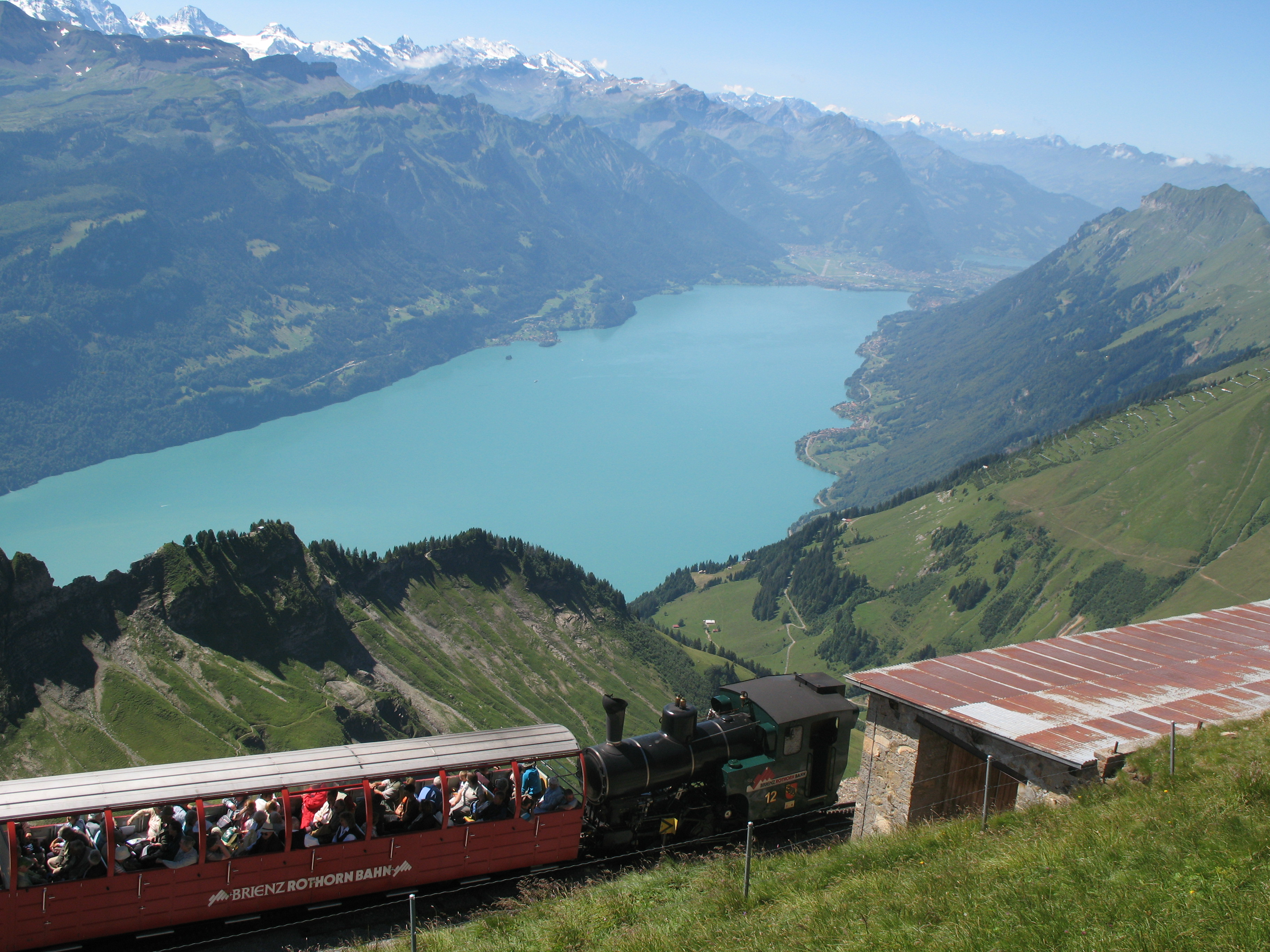
ブリエンツ駅で接続するブリエンツ・ロートホルン鉄道とブリエンツ湖
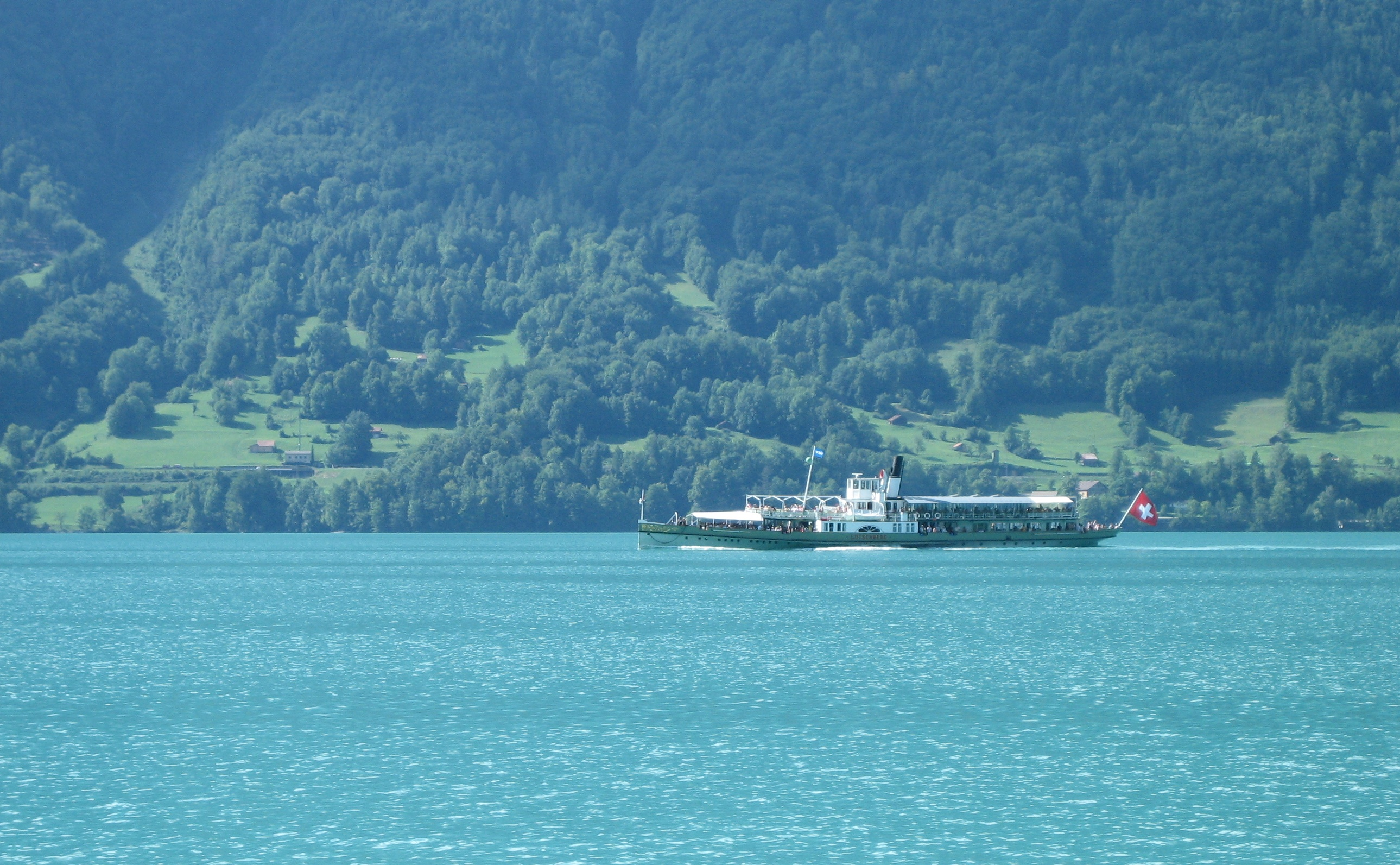
ブリエンツ湖ブリエンツ - インターラーケン・オスト間の観光蒸気船、BLS AGが運行する“レッチュベルク”
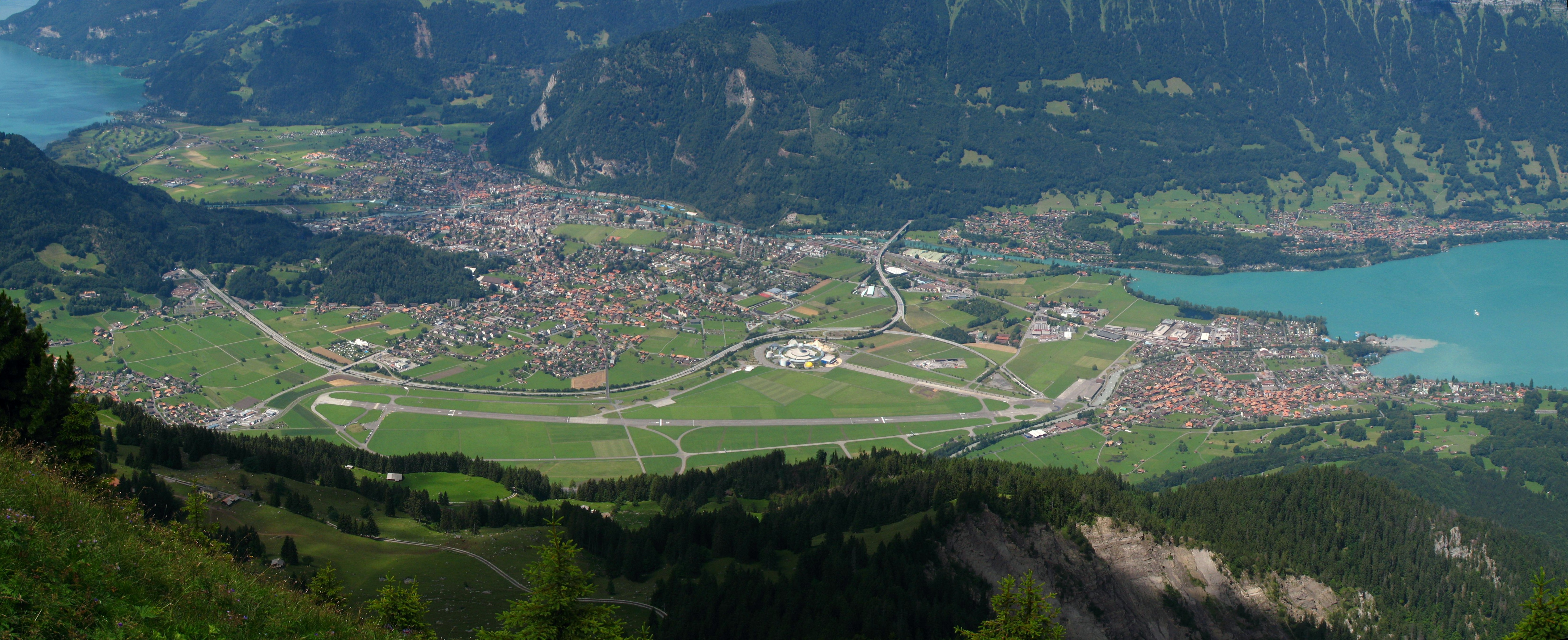
インターラーケン市街、右がブリエンツ湖、湖の左端部がインターラーケン・オスト駅
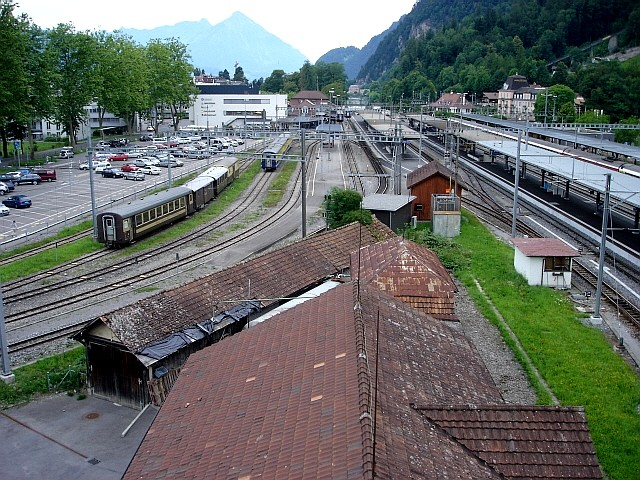
インターラーケン・オスト駅

### ヘルギスヴィール - シュタンス - エンゲルベルク
- 路線長：24.39km
- 開通年
  - シュタンスシュタート - エンゲルベルク間：1898年10月5日
  - ヘルギスヴィール - シュタンスシュタート間（2.69km）：1964年12月19日
  - メットレン付近 - ボーデン付近間（新線、4.1km、うちエンゲルベルクトンネル4030m）：2010年12月12日
- 廃止年：
  - ゲルビ信号場 - シュタンスシュタート間（旧線、1.7km）：1964年12月19日
  - メットレン付近 - ボーデン付近間（旧線、4.45km）：2010年12月7日
- 電気方式：
  - 三相交流750-850V 33Hz（1964年12月19日まで）
  - 交流15kV 16.7Hz（1964年12月19日以降）
- 最急勾配：
  - 261パーミル（ラック区間）、56パーミル（粘着区間）（2010年12月7日まで）
  - 105パーミル（ラック区間）、34パーミル（粘着区間）（2010年12月12日以降）
- ラックレール方式：リッゲンバッハ（4.03km）
- 標高：436.0-999.4m
- 隧道：2箇所
- 橋梁：3箇所

アルプナッハー湖畔でニトヴァルデン準州のヘルギスヴィールから同湖畔のシュタンスシュタートを経由し、その内陸部の街であるシュタンスからは北方へルツェルン湖まで流れるエンゲルベルク川を遡り、途中グラーフェンオルトからはオプヴァルデン準州の飛地へ入り、グラーフェンオルト - エンゲルベルク間の延長4030ｍ、105パーミルのラック区間で高度差394mのエンゲルベルクトンネルを登り、エンゲルベルクへ至る路線である。
ヘルギスヴィールから全長1780mのロッパー第二トンネルを抜けるとアルプナッハー湖畔のシュタンスシュタートに至る。シュタンスシュタートはルツェルン湖の水運の街であり、埠頭にある旧線の旧シュタンスシュタート駅には現在でも駅舎が残されている。現在のシュタンスシュタート駅は旧駅より若干内陸に移されており、旧ルツェルン-シュタンス-エンゲルベルク鉄道線の車庫および工場が併設されている。その次駅であるシュタンスはシュタンスシュタートに続く街で、1939年設立の小型航空機を生産する航空機メーカーであるピラタス社の本拠地はこの街のスイス軍航空隊基地に隣接している。
終着のエンゲルベルクは“天使の街”を意味しており、1120年に設立されたベネディクト会のエンゲルベルク修道院を中心とした街であり、現在ではスキーの各種大会が開催されるほか、パラグライダー、ハイキングや登山のできるリゾート地としても賑わっている。

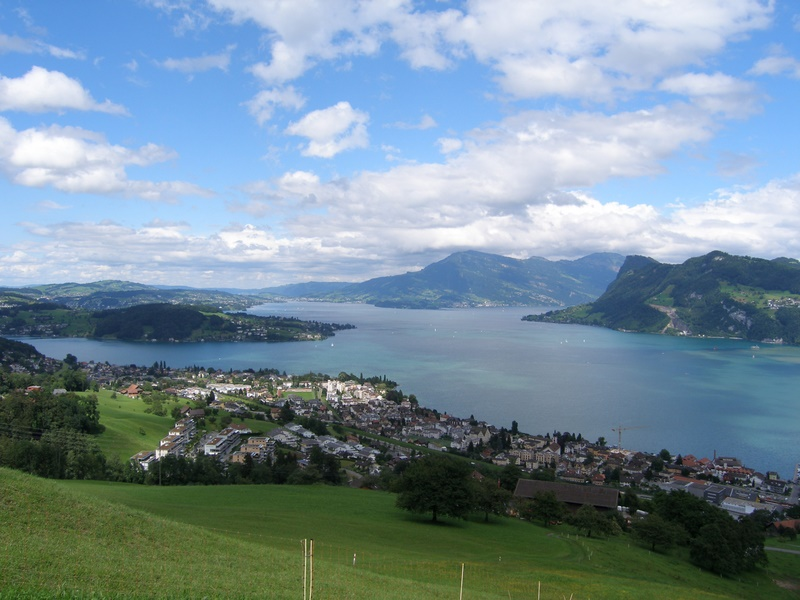
ヘルギスヴィールとルツェルン湖の支湖であるアルプナッハー湖
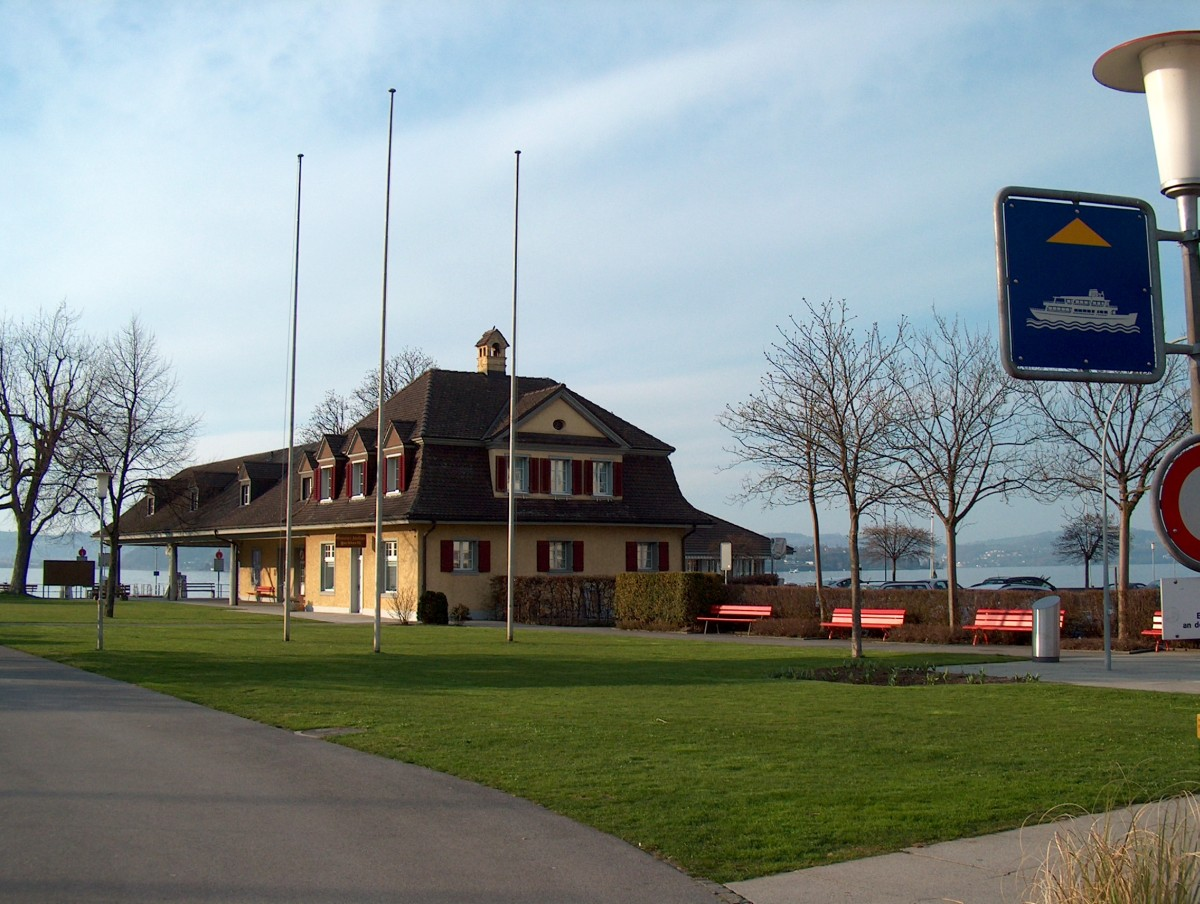
アルプナッハー湖の埠頭にある旧シュタンスシュタート駅跡
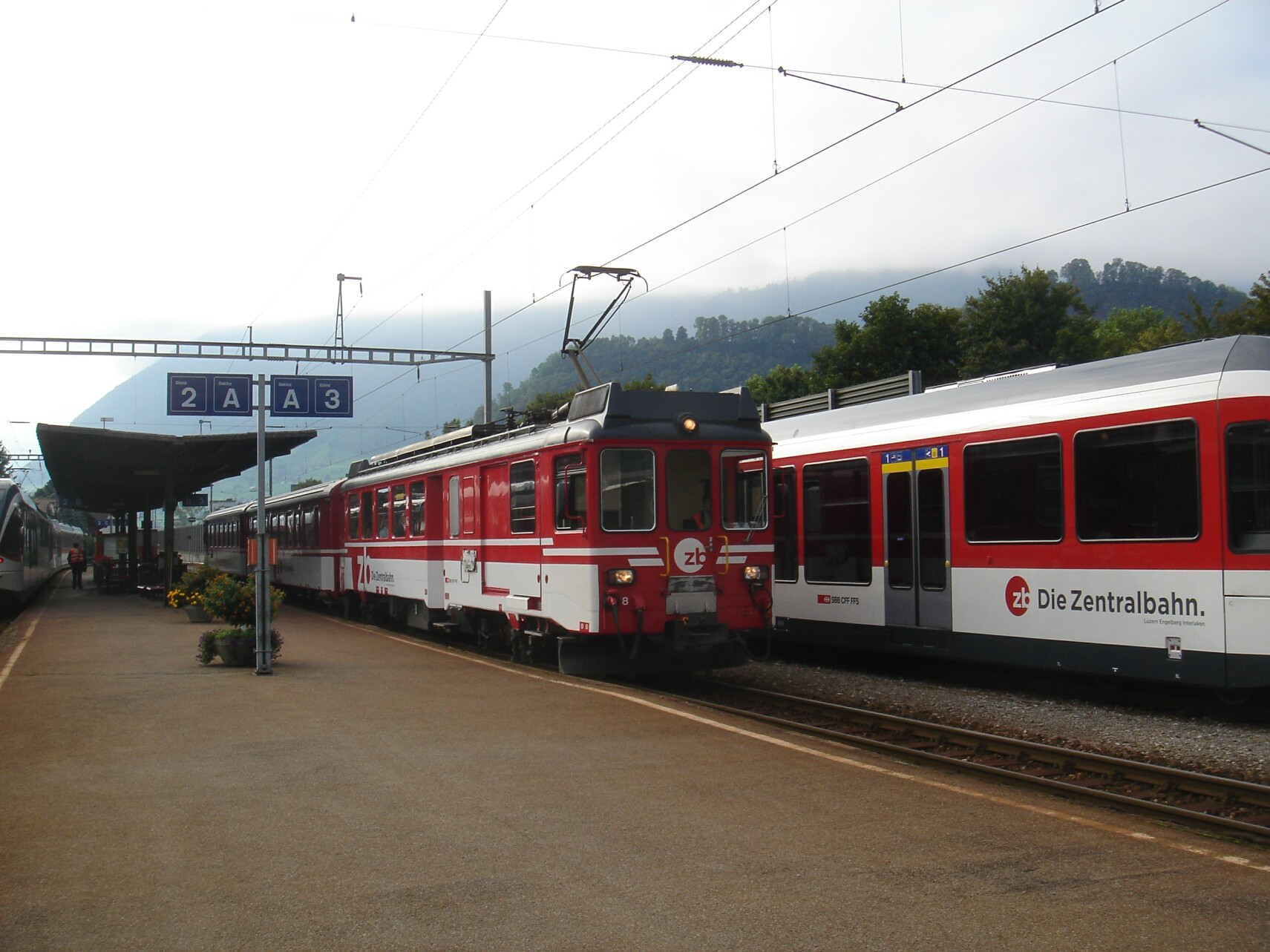
現在のシュタンスシュタート駅
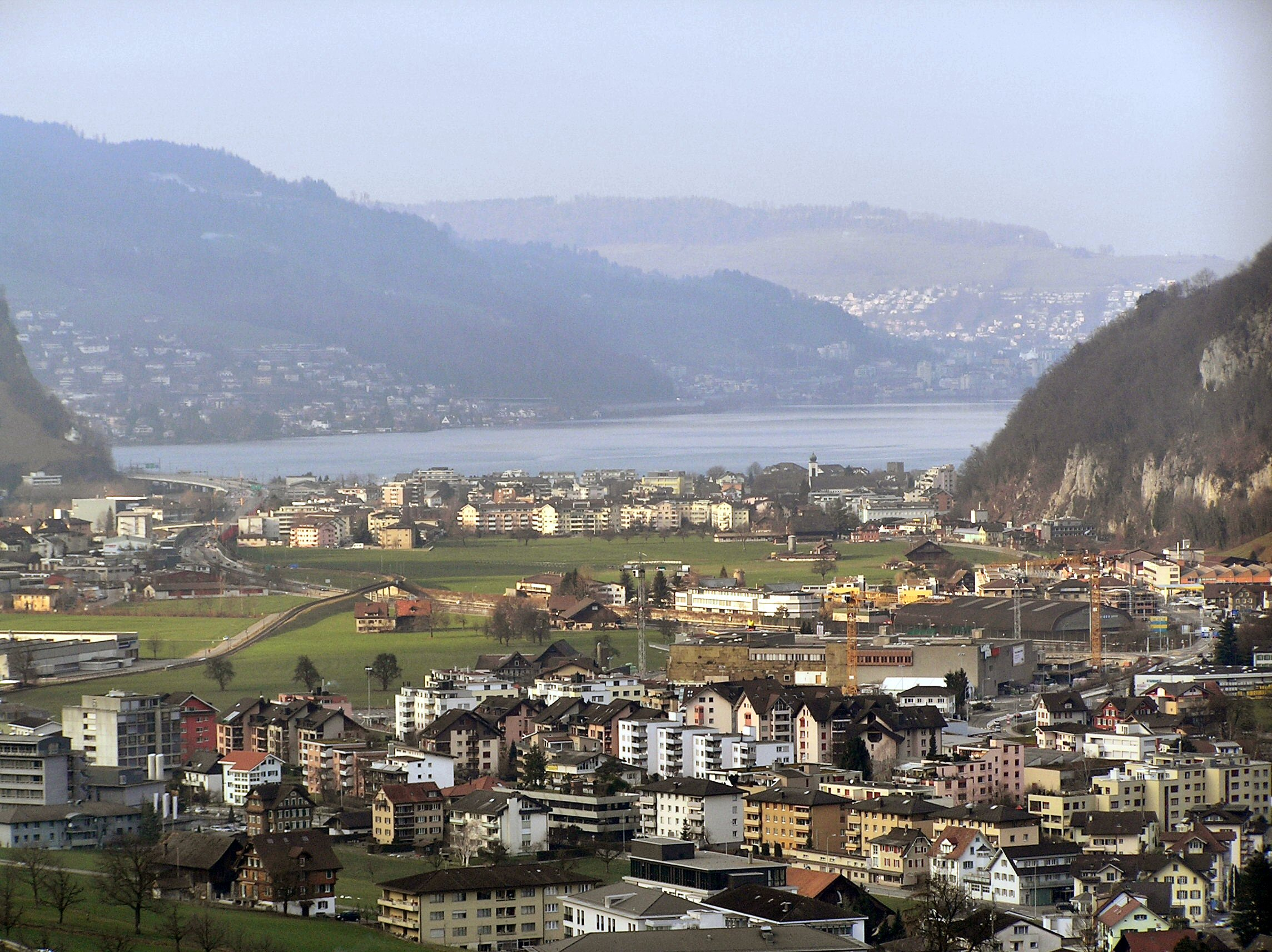
シュタンスシュタート市街
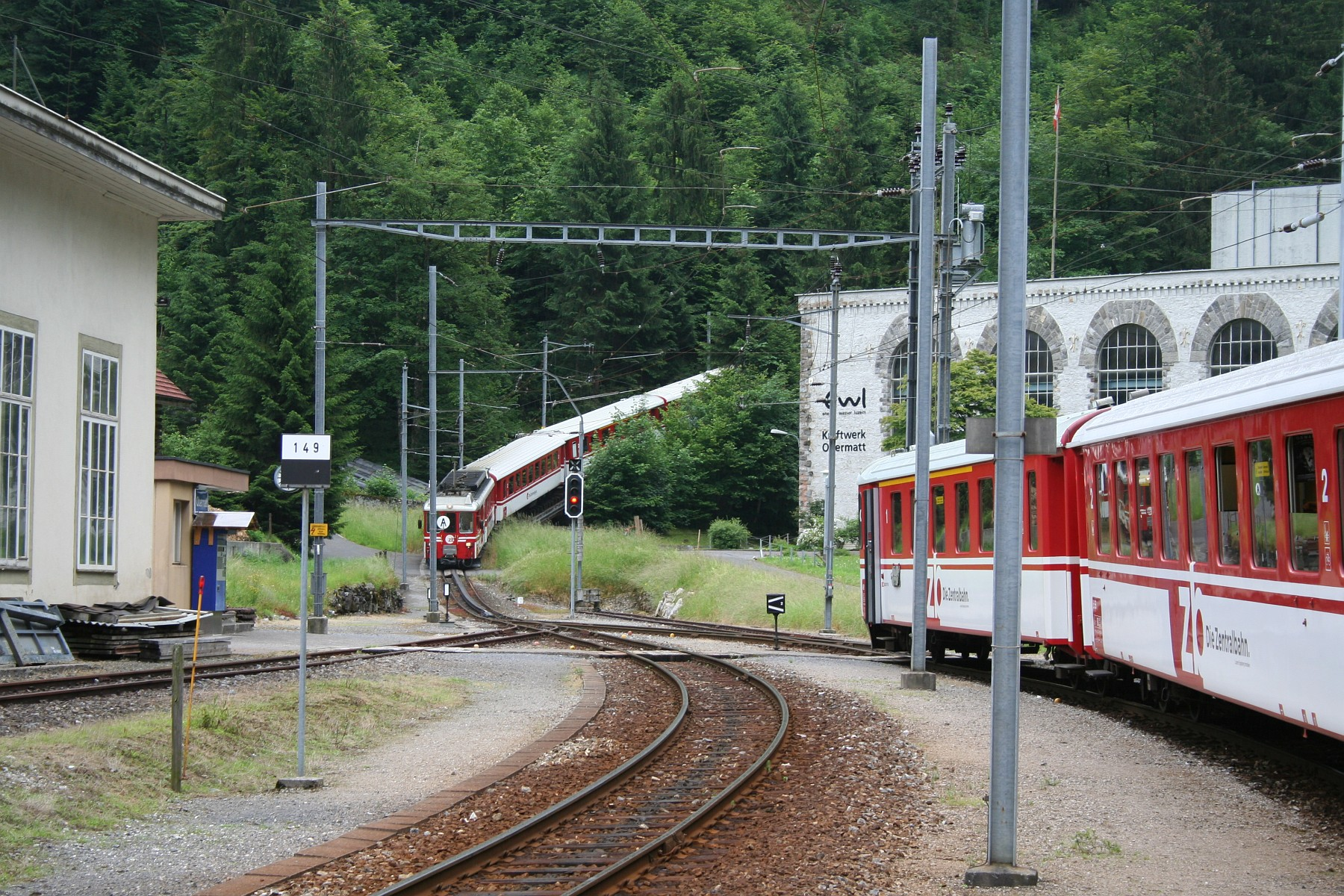
廃止となった旧オーバーマット駅、旧線はここから最大261パーミルのラック区間となる
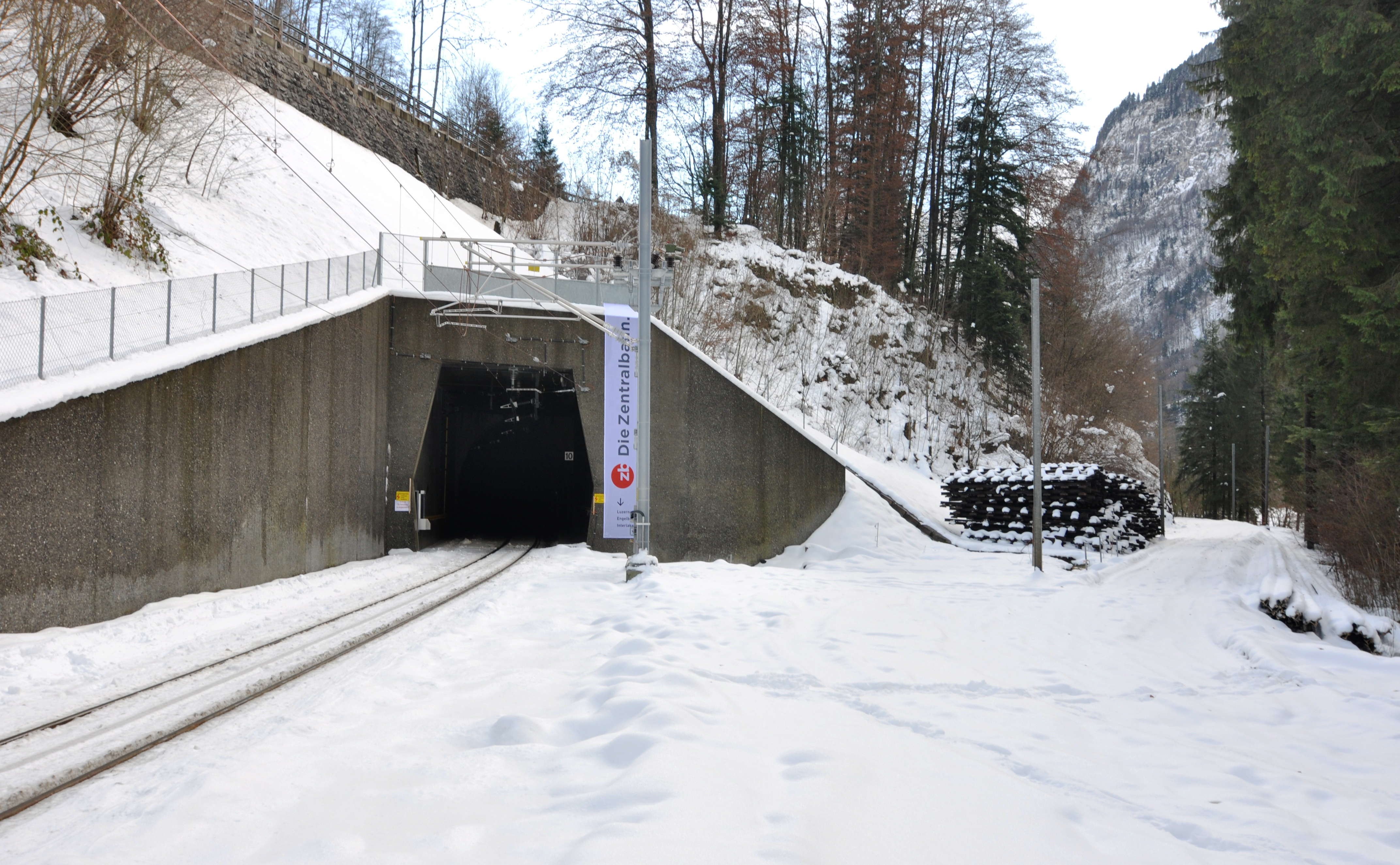
エンゲルベルクトンネルの入り口、右側に旧線跡が分岐している
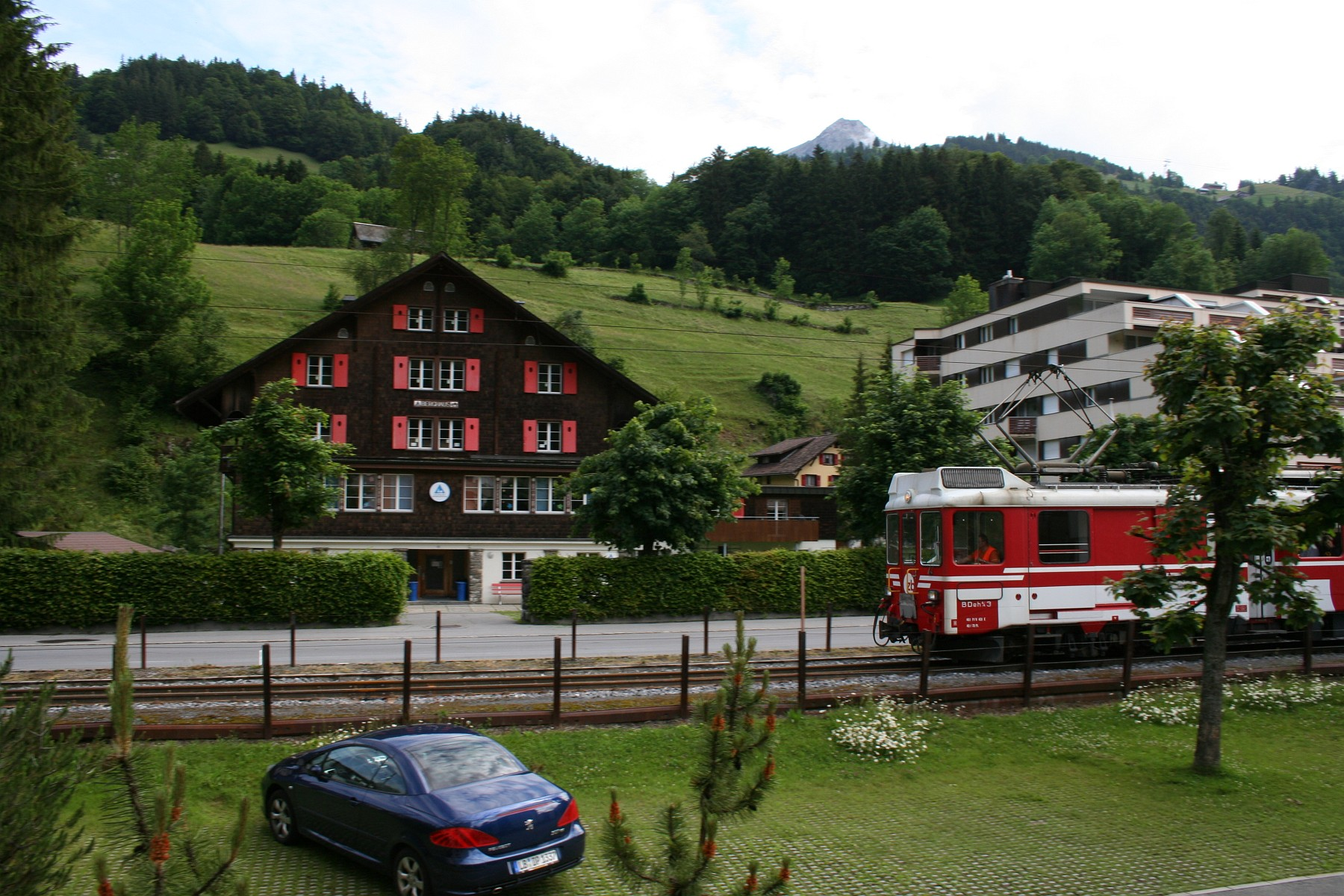
エンゲルベルク市街を走行する列車
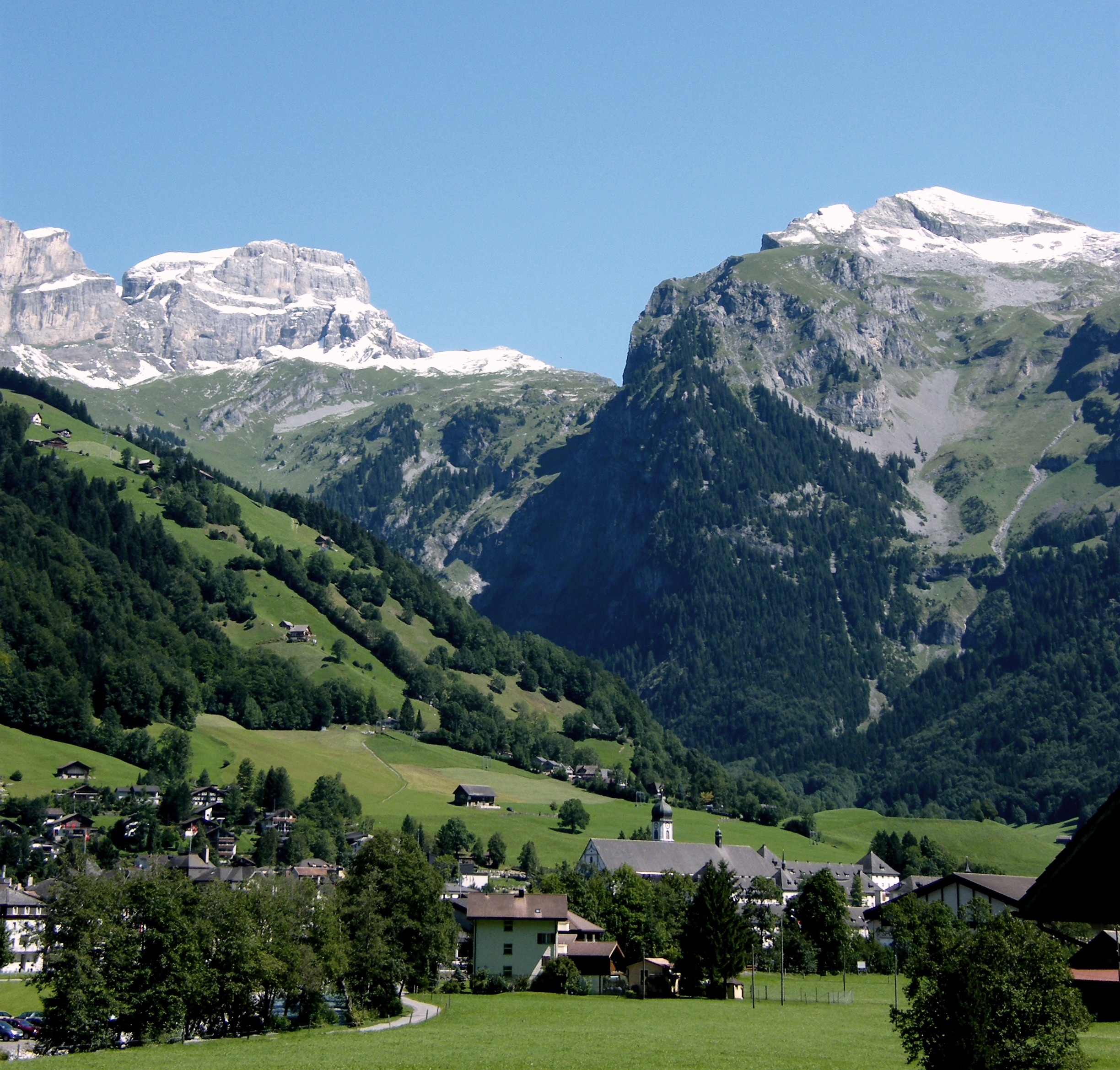
エンゲルベルク市街、中央の塔のある建物が修道院

## 運行

### ブリューニック線
ブリューニック線は開業当初は蒸気機関車牽引列車による運行であり、1903年冬ダイヤでの運行は以下の通りで、いずれもブリエンツではブリエンツ湖の蒸気船に5分の待ち時間で連絡をしていた。
- ルツェルン - ブリエンツ間：3往復、所要約3時間30分
- ルツェルン - ギスヴィール間：2往復（うち1往復は平日のみ）、所要約1時間30分-2時間15分
- マイリンゲン - インターラーケン・オスト間：2往復、所要約25分

また、1912年夏ダイヤでの運行は以下の通り
- ルツェルン - ブリエンツ間：6往復、所要約3-4時間
- ルツェルン - ギスヴィール間：1.5往復（うち0.5往復は平日のみ）、所要約1時間10分-1時間30分
- ルツェルン - マイリンゲン間：1往復、所要2時間30分-3時間
- マイリンゲン - ブリエンツ間：0.5往復、所要25分
- 夏季期間のみ[28]：ルツェルン - ブリエンツ間（急行列車）：2往復、所要約3時間

ブリューニック線は開業以来機関車が客車を牽引する列車で運行されており、当初ルツェルン - ブリエンツ間の所要時間は約3時間30分程度であったが、粘着区間用の蒸気機関車が開業当初のG3/3形から、1906-26年に導入されたG3/4形に置き換えられたことにより、1930年には粘着区間の最高速度が45km/hから55km/hに、1936年以降は60km/hと次第にスピードアップが図られており、1941年の電化以降は、Deh4/6形が粘着区間を最高速度75km/hで走行できるようになったほか、従来HG3/3形蒸気機関車では13km/hであったラック区間での最高速度も33km/hと大幅に向上し、現在では全線直通のインターレギオがルツェルン - インターラーケン・オスト間を2時間0分（ルツェルン - ブリエンツ間1時間39分）で運行している。
また、ブリューニック線では、開業時より数十両程度の貨車を保有して貨物列車を運行しており、1916年8月23日にはマイリンゲン - インターラーケン・オスト間、1920年にはルツェルン - ヘルギスヴィール間、1921年1月21日にはヘルギスヴィール - ギスヴィール間にロールワーゲン（標準軌貨車積載車）を使用した列車の運行が可能になった。しかし、2006年12月31日にヘルギスヴィール - ギスヴィール間のロールワーゲンの運行は廃止となり、また、現在ではツェントラル鉄道自体では貨車を保有していない。

### ヘルギスヴィール - シュタンス - エンゲルベルク
シュタンスシュタート - エンゲルベルク間は開業時より電車もしくは電気機関車が客車、貨車を牽引する列車で運行されており、電気方式変更直前の1961年夏ダイヤでは、シュタンスシュタート - エンゲルベルク間は約1時間5分であった。電気方式変更後はラック区間を走行する列車はBDeh140形電車が牽引してルツェルン - エンゲルベルク間のインターレギオの所要時間は約1時間（シュタンスシュタート - エンゲルベルク間約40分）、エンゲルベルクトンネル開通後は勾配の緩和によってラック区間の最高速度が向上され、HGe101形が牽引するインターレギオの所要時間は約50分となっている。
ルツェルン-シュタンス-エンゲルベルク鉄道も若干の貨車を保有し、1964年12月19日以降はヘルギスヴィール - ヴォルフェンシーセンにロールワーゲンの運行もできるようになったが、2006年12月31日に廃止となっている。

### 現在の運行
スイス国内の列車がパターンダイヤ化されたバーン2000計画による
旅客列車の運行系統の整理による運行効率化によって、2004年12月12日のダイヤ改正より昼間時間帯を中心に1時間ごとのパターンダイヤ化され、2005年に他路線との接続の改善を行い、その後はこのダイヤをほぼ踏襲している。また、同じ2004年12月12日のダイヤ改正でルツェルン近郊路線にSバーンが設定され、ルツェルン-シュタンス-エンゲルベルク鉄道のルツェルン - シュタンス間およびブリューニック線のルツェルン - ギスヴィール間がそれぞれS4系統とS5系統に指定され、それぞれ30分毎の運行となっている。なお、朝夕の一部および深夜の運行はバス代行となっている。
近年における主な運行系統は以下の通り。
| 運行系統 | 運行区間                                | 停車駅 | 主な使用機材                | 運行概要                                                                            |
| -------- | --------------------------------------- | --- | --------------------------- | ----------------------------------------------------------------------------------- |
| IR       | ルツェルン - インターラーケン・オスト   | ルツェルン - ギスヴィール：主要駅停車 ギスヴィール - マイリンゲン：各駅停車 マイリンゲン - インターラーケン・オスト：主要駅停車 | HGe101形機関車+客車         | ルツェルン毎時55分発、所要2時間0分 インターラーケン・オスト毎時04分発、所要2時間0分 |
| R        | マイリンゲン - インターラーケン・オスト | 全区間各駅停車 | ABe130形+客車/制御客車      | マイリンゲン毎時44分発、所要40分 インターラーケン・オスト毎時33分発、所要36分       |
| S5       | ルツェルン - ギスヴィール               | 全区間各駅停車 | ABe130形+客車/制御客車      | ルツェルン毎時08/37分発、所要43/44分 ギスヴィール毎時06/36分発、所要46分            |
| IR       | ルツェルン - エンゲルベルク             | ヘルギスヴィール・マット駅のみ通過                                                                                              | BDeh140形電車+客車+制御客車 | ルツェルン毎時11分発、所要1時間1分 エンゲルベルク毎時45分発、所要1時間8分           |
| S4       | ルツェルン - シュタンス                 | 全区間各駅停車 （一部区間列車あり）                                                                                             | ABe130形+客車/制御客車      | ルツェルン毎時41分発、所要22分 シュタンス毎時55分発、所要2時間24分                  |

1. ↑  このうち4往復はパノラマ車および食堂車、1往復はパノラマ車連結の"GOLDENPASS PANORAMIC"
2. ↑  
IRはこのほかシュタンスのみ停車、所要59分の"Titlis-Express"が2往復

| 運行系統 | 運行区間                                | 停車駅 | 主な使用機材                                                                                         | 運行概要                                                                            |
| -------- | --------------------------------------- | --- | --- | ----------------------------------------------------------------------------------- |
| IR       | ルツェルン - インターラーケン・オスト   | ルツェルン - ギスヴィール：主要駅停車 ギスヴィール - マイリンゲン：各駅停車 マイリンゲン - インターラーケン・オスト：主要駅停車 | ルツェルン - マイリンゲン：HGe101形機関車+客車 マイリンゲン - インターラーケン・オスト：De110形+客車 | ルツェルン毎時55分発、所要2時間0分 インターラーケン・オスト毎時04分発、所要2時間0分 |
| R        | マイリンゲン - インターラーケン・オスト | 全区間各駅停車 | ABe130形+客車/制御客車                                                                               | マイリンゲン毎時46分発、所要38分 インターラーケン・オスト毎時33分発、所要37分       |
| S5       | ルツェルン - ギスヴィール               | 全区間各駅停車 | ABe130形+客車/制御客車                                                                               | ルツェルン毎時08/38分発、所要43分 ギスヴィール毎時06/36分発、所要45分               |
| IR       | ルツェルン - エンゲルベルク             | ルツェルン - シュタンス間：主要駅停車 シュタンス - エンゲルベルク間：各駅停車                                                   | HGe101形機関車+客車+ABt 941-943形制御客車                                                            | ルツェルン毎時06分発、所要47分 エンゲルベルク毎時00分発、所要54分                   |
| S4       | ルツェルン - ダレンヴィル               | 全区間各駅停車 | ABe130形+客車/制御客車                                                                               | ルツェルン毎時11/41分発、所要27分 ダレンヴィル毎時19/49分発、所要29分               |

1. ↑  このうち4往復はパノラマ車および食堂車、1往復はパノラマ車連結の"GOLDENPASS PANORAMIC"
2. ↑  このほかシュタンス - エンゲルベルク間も無停車、所要51分の列車が2往復

## 車両
- ツェントラル鉄道の車両
  - ブリューニック線、旧ルツェルン - シュタンス - エンゲルベルク鉄道線ともに途中ラック区間があるものの、いずれも比較的距離が短いため、区間列車用として粘着区間専用の車両も多く運用されるほか、ラック式の機体も粘着区間での性能も重視したものとなっている。
  - ブリューニック線は1941年の電化以降、粘着用の2基の台車の間にラック式駆動装置を装備した台車を装備したDeh4/6形荷物電車が16両が主力として使用されてきており、現在でもDeh120 011号機が歴史的車両として残されているほか、粘着区間専用機に改造されたDe110形が5両が区間列車用として運用されている。
  - 1954年にはラック式のHGe4/4I形が導入されたが主力とはならず2両のみの製造となり、その後サイリスタ位相制御で、粘着区間では100km/h走行を可能とする差動装置を組み込んだラック式台車を装備した電気機関車をスイス国鉄とフルカ・オーバーアルプ鉄道[29]、ブリーク-フィスプ-ツェルマット鉄道[30]が共同で開発されて試作機のHGe4/4II形が1985年に2機[31]、量産機のHGe101形が1989年から計8機導入されてブリューニック線で主力として運用されているほか、2010年のエンゲルベルクトンネル開通後は旧ルツェルン - シュタンス - エンゲルベルク鉄道線でも同じく主力として運用されている。
  - 旧ルツェルン - シュタンス - エンゲルベルク鉄道線では1964年の電気方式の変更以降にBDeh140形（旧形式BDeh4/4形）2等/荷物合造電車8両が導入され、エンゲルベルクトンネル開通まではラック区間では本機が専用で運用され、同時期に導入されたSWP[32]製EW I型客車計10両と、その後増備されたFFA[33]製EW II型計10両を中心とする軽量客車および制御客車を牽引している。この電車は261パーミルのラック区間と粘着区間での性能の両立を図るために、粘着区間用の高速段とラック区間用の低速段の2段変速式の駆動装置を搭載しているのが特徴であり、現在でも旧ルツェルン - シュタンス - エンゲルベルク鉄道線で多客時の増発列車として運行されている。
  - 2004年には粘着区間専用の3両編成の部分低床式電車であるABe130形（通称SPATZ[34]）が10編成導入されて、ブリューニック線の粘着区間およびルツェルンのSバーンとして運用されており、2006年には同デザインで3車体連接の制御客車であるABt 941-943形3編成が導入されてABe130形や他の動力車と編成を組んで使用されている。
  - ブリューニック線では初期の軽量客車である、車体中央に乗降扉の設置されたTyp I系とTyp II系が予備として若干残っているほかは、1966-71年にSIG[35]製EW I型73両を導入したTyp III系が主に使用されている。製造時は1等、1/2等合造、2等の3車種であったが、その後の改造により2等/荷物合造車、食堂車、シャトルトレイン用の制御客車などに派生しているほか、長距離列車用の1等車は側面窓を拡大して客室からの眺望を改善している。また、SWA[36]製PA-90型のパノラマ客車であるA 102-103形2両が運行されている。
  - ブリューニック線では旧型化した客車列車を置換えるために、粘着区間で120km/h走行が可能な部分低床式のラック式電車を導入することとなり、2009年9月に、客室内にバーカウンター1箇所を設けた7両編成のABeh150形（通称ADLER[37]）4編成と、3両編成のABeh160形（通称FINK[38]）6編成を発注して2012年より導入が開始されており、順次運用を開始することとしている。
  - 個別の形式（電気機関車）
    - HGe101形（旧形式HGe4/4II形）

  - 個別の形式（電車）
    - De110形（旧形式De4/4II形）
    - Deh120形（旧形式Deh4/6形）
    - ABe130形
    - BDeh140形（旧形式BDeh4/4形）
    - ABeh150形
    - ABeh160形

  - 個別の形式（客車、主要）
    - ABt 941-943形
    - パノラマ車
- 旧ブリューニック線の車両
  - 旧ブリューニック線は開業時は非電化で、すべての列車が蒸気機関車によって運行されていたが、ラック式機関車を得意とするスイスの鉄道車両製造会社であるSLM[39]製の中形機を導入しているが、当時より粘着区間専用機とラック区間兼用機が並行して導入されていた。
  - 現在では、G3/3形のうち、廃車後にビエール-アプル-モルジュ鉄道[40]に譲渡されてG3/3 6号機となった109号機がブロネイ-シャンビィ博物館鉄道[41]で動態保存されているほか、G3/4 208号機とHGe3/3 1067号機が鉄道車両保存団体によってインターラーケン・オストをベースに動態保存されてブリューニック線でも運行されている。
  - Deh4/4形の増備機として導入されたHGe4/4I形は粘着区間での最高速度が50km/hと遅いことや駆動装置の不調により量産されず2機のみの製造にとどまり、HGe101形に置換えられて1996年までに廃車となっている。なお、このうち1992号機はブリューニック線車両の保存団体であるブリューニック保存鉄道[42]に譲渡され、動態保存を目指して復旧作業が行われている。
  - 個別の形式（蒸気機関車）
    - HG2/2形（廃形式）
    - G3/3形（廃形式）
    - HG3/3形（廃形式）
    - G3/4形（廃形式）

  - 個別の形式（電気機関車）
    - HGe100形（旧形式HGe4/4I形、廃形式）
- 旧ルツェルン-シュタンス-エンゲルベルク鉄道の車両
  - 旧ルツェルン-シュタンス-エンゲルベルク鉄道線は1964年の電気方式変更までは三相交流750-850V 33Hzで運行されていたが、ラック区間ではラック式電気機関車が粘着式の電車を推進する運行形態であった。1898年の開業時には全長4.25mで55kWの主電動機2基を搭載した2軸のラック式小型電気機関車のHGe2/2形2機と、粘着式のBCFe2/4 1-5形電車5両の動力車が導入され、その後HGe2/2形は改良を加えながら5号機まで計5機が導入されているほか、電車はオープン式客室のBCFe2/4 6-7形納涼電車[43]などのほか、1-12、101-103号車の計15両が導入されている。
  - 1960年代にはHGe2/2形ラック式電気機関車5機、BDZe2/4形など各形式2-4、6-12、101-103号車の計13両の粘着式電車、6両の2軸客車と27両の2軸貨車、Tm2/2形ディーゼル機関車が在籍していたが、現在でもTm171 102-6号機として残る入換用ディーゼル機関車と貨車6両以外は電気方式切換後1967年までに廃車され、HGe2/2形の1号機のみがルツェルンの交通博物館で静態保存されている。
  - 個別の形式
    - HGe2/2形（廃形式）
- 入換用/事業用車
  - 入換用および事業用・除雪列車用として電気機関車とディーゼル機関車を保有しており、TeI形やTe171形は区間貨物列車の牽引にも使用されていた。現在では事業用機としてラック式ディーゼル機関車であるHGm104形2機と同型で粘着区間専用のGm105形1機が主力として使用されている。
  - 個別の形式（主要）
    - Te171形（旧形式TeIII形）
    - TmII172形（旧形式TmII形）
    - HGm104形
    - Gm105形
    - TeI形（廃形式）
    - Tmh形（廃形式）

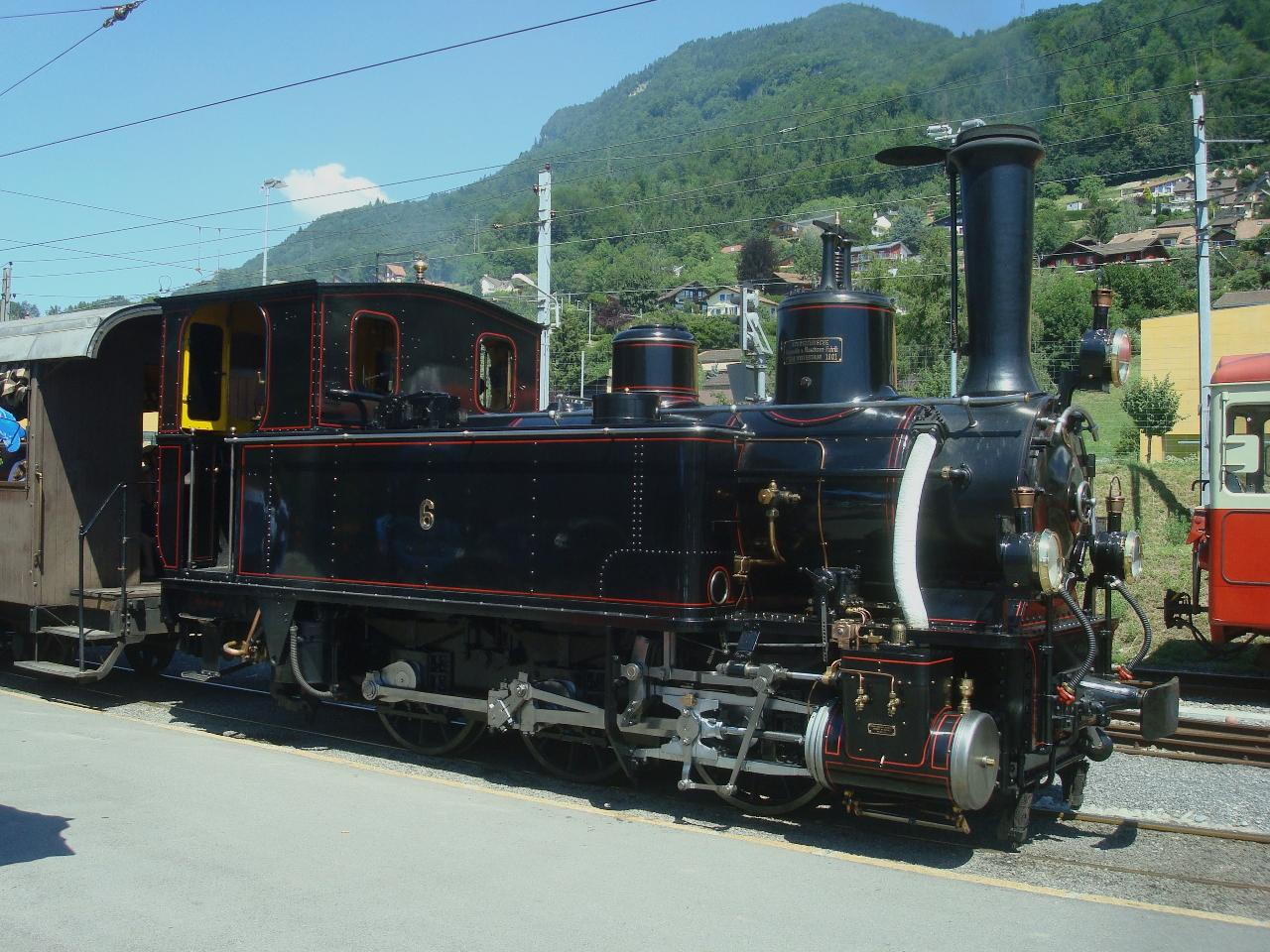
ブリューニック線開業時の粘着区間用G3/3形蒸気機関車、動態保存機
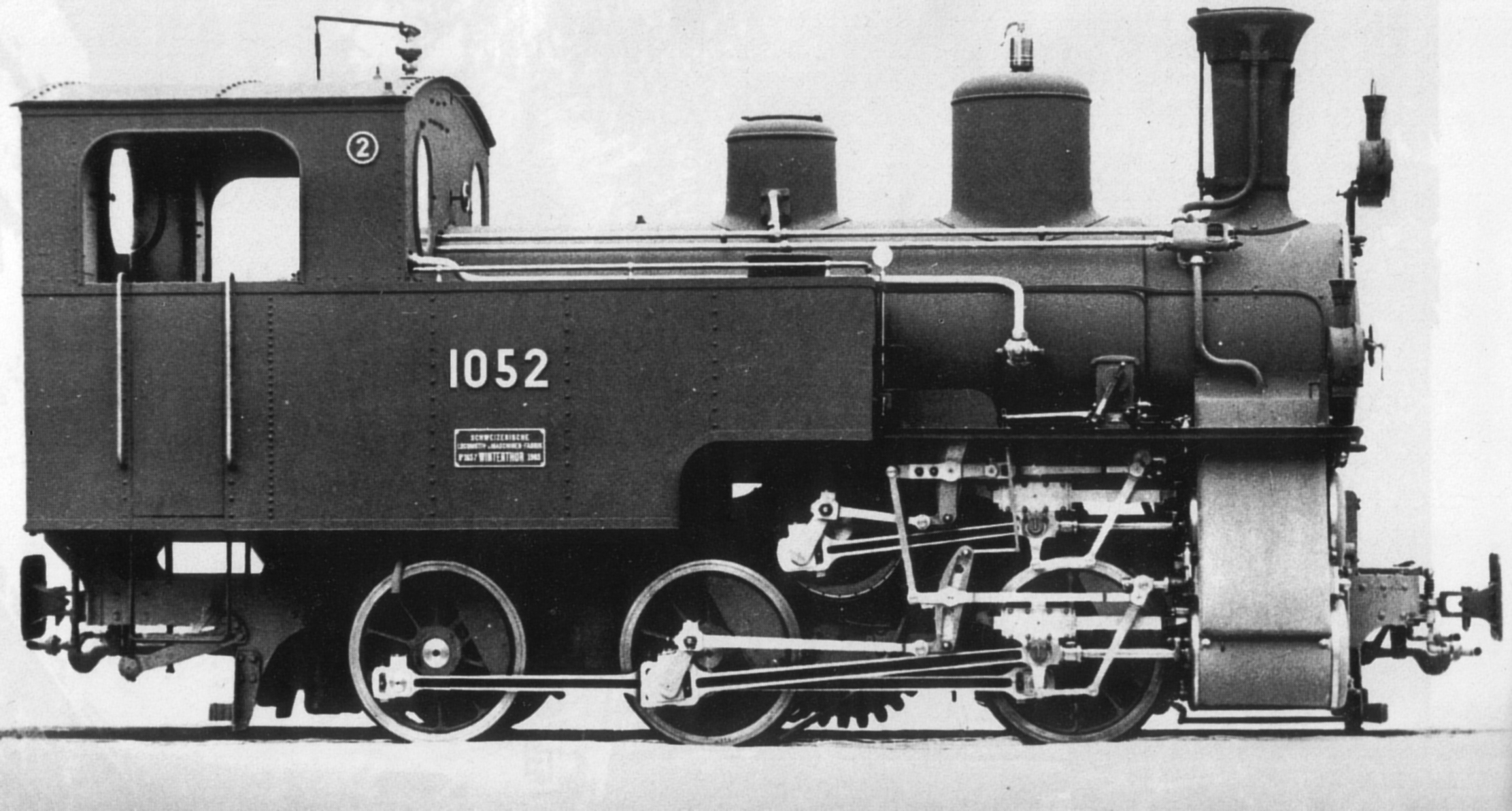
ブリューニック線のラック式蒸気機関車HGe3/3形
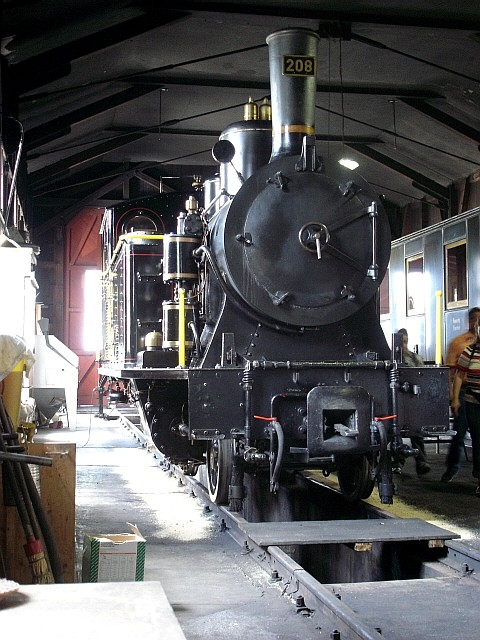
ブリューニック線の粘着区間用蒸気機関車の増備機G3/4形、動態保存機
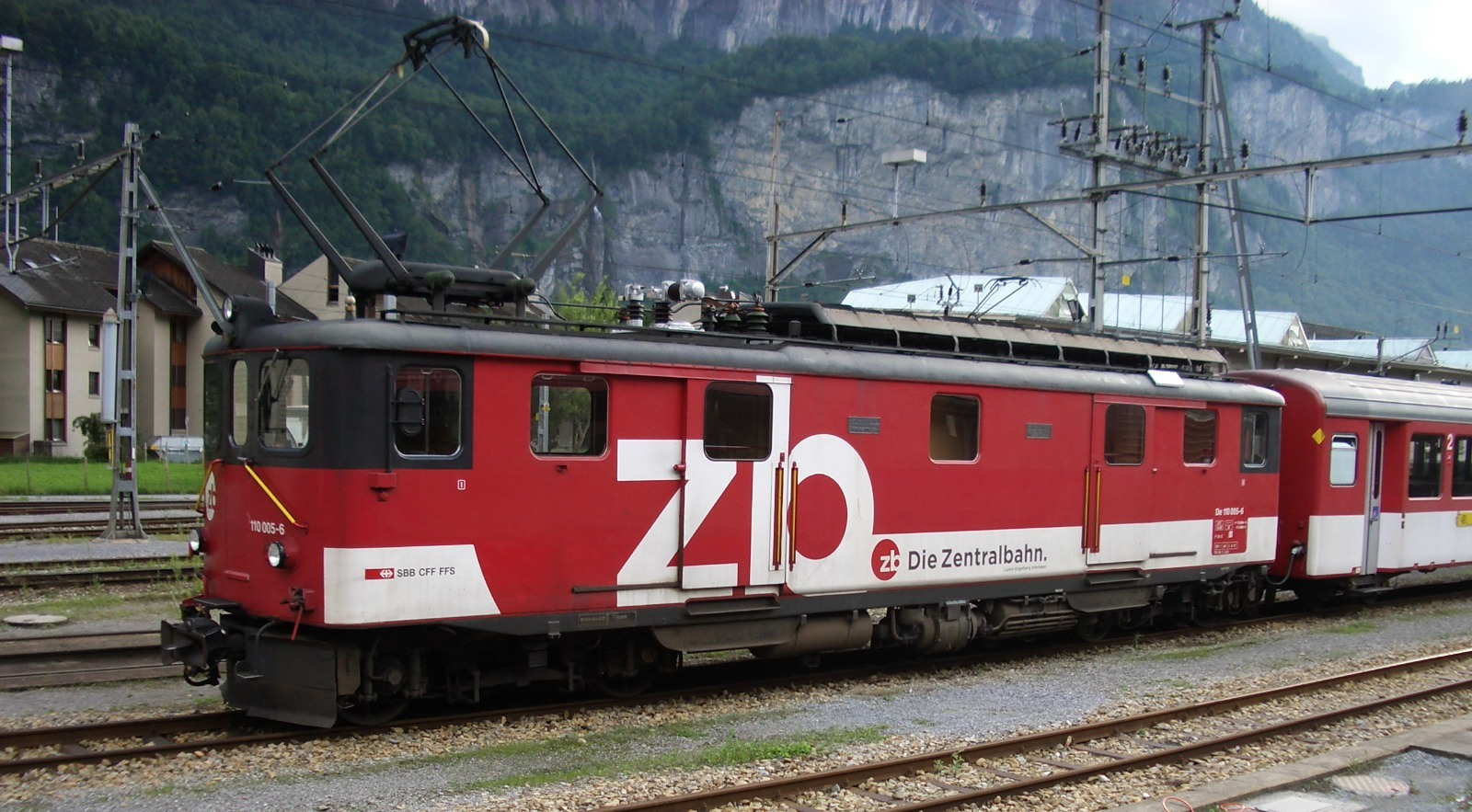
ブリューニック線の電化当初より使用されるラック式荷物電車Deh4/6形を改造した、粘着区間専用のDe110形
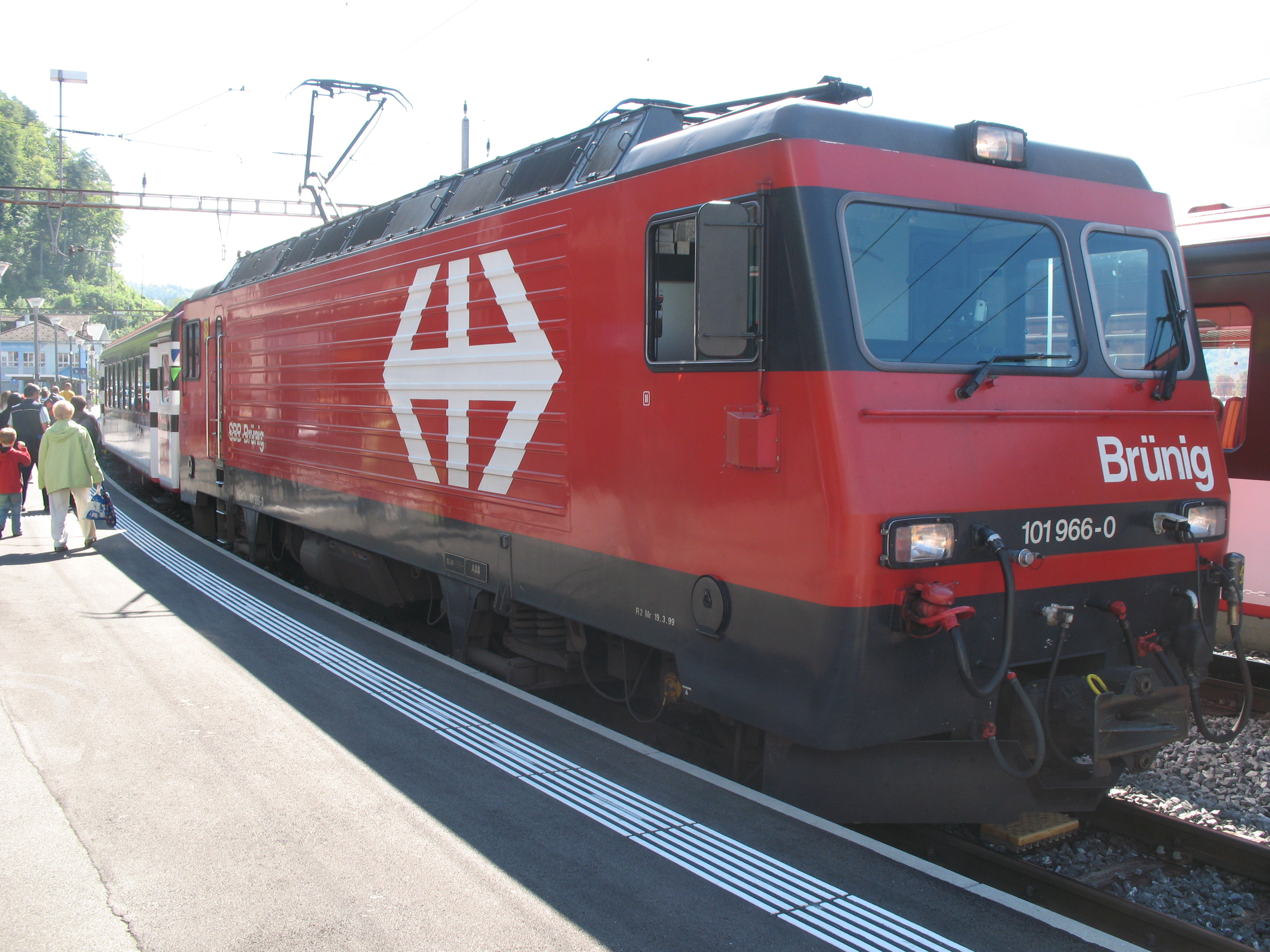
ツェントラル鉄道の現在の主力機であるHGe101形ラック式電気機関車、スイス国鉄塗装機
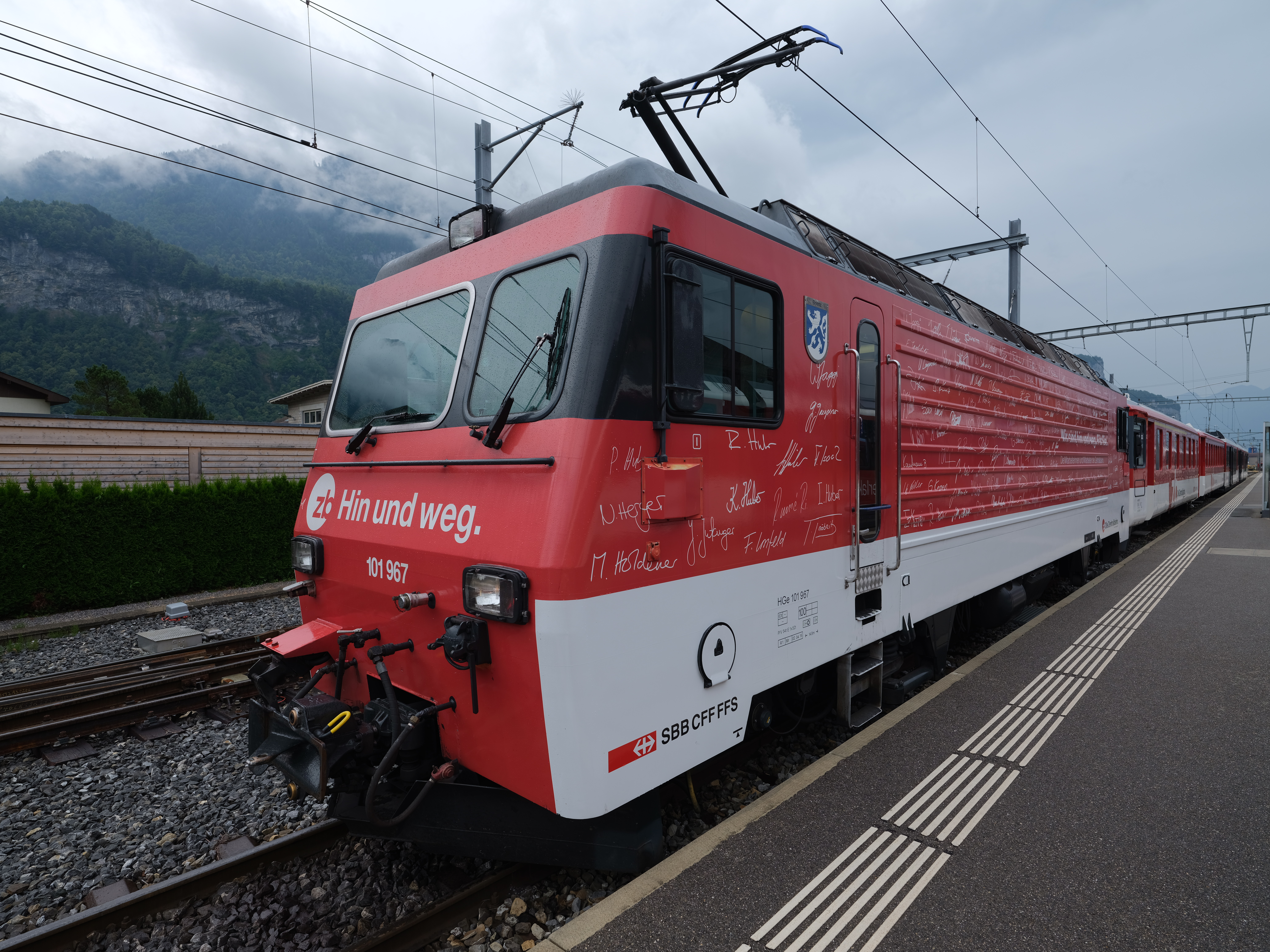
HGe101形のツェントラル鉄道塗装機
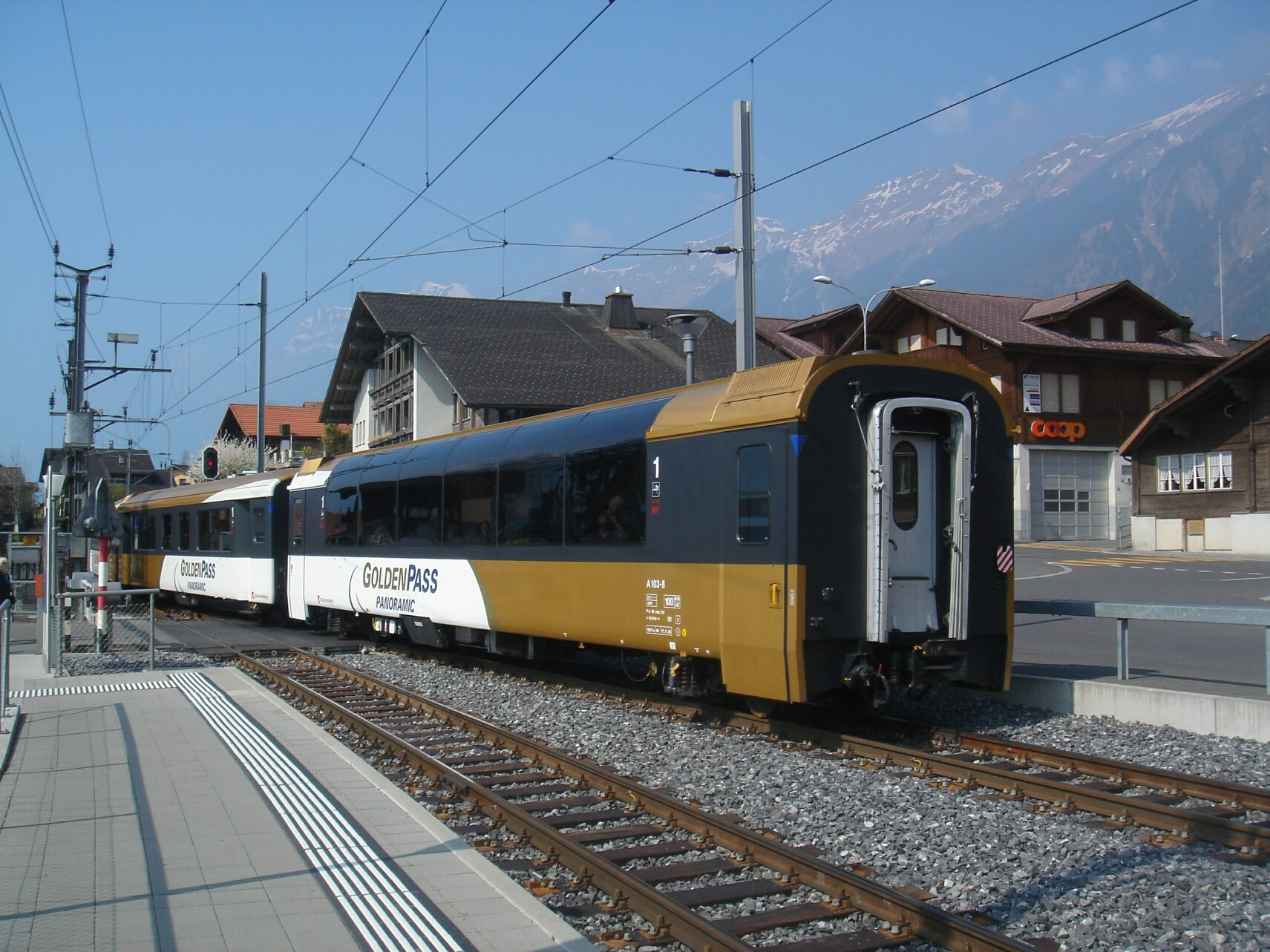
ブリューニック線用のパノラマ客車、A 101-102形
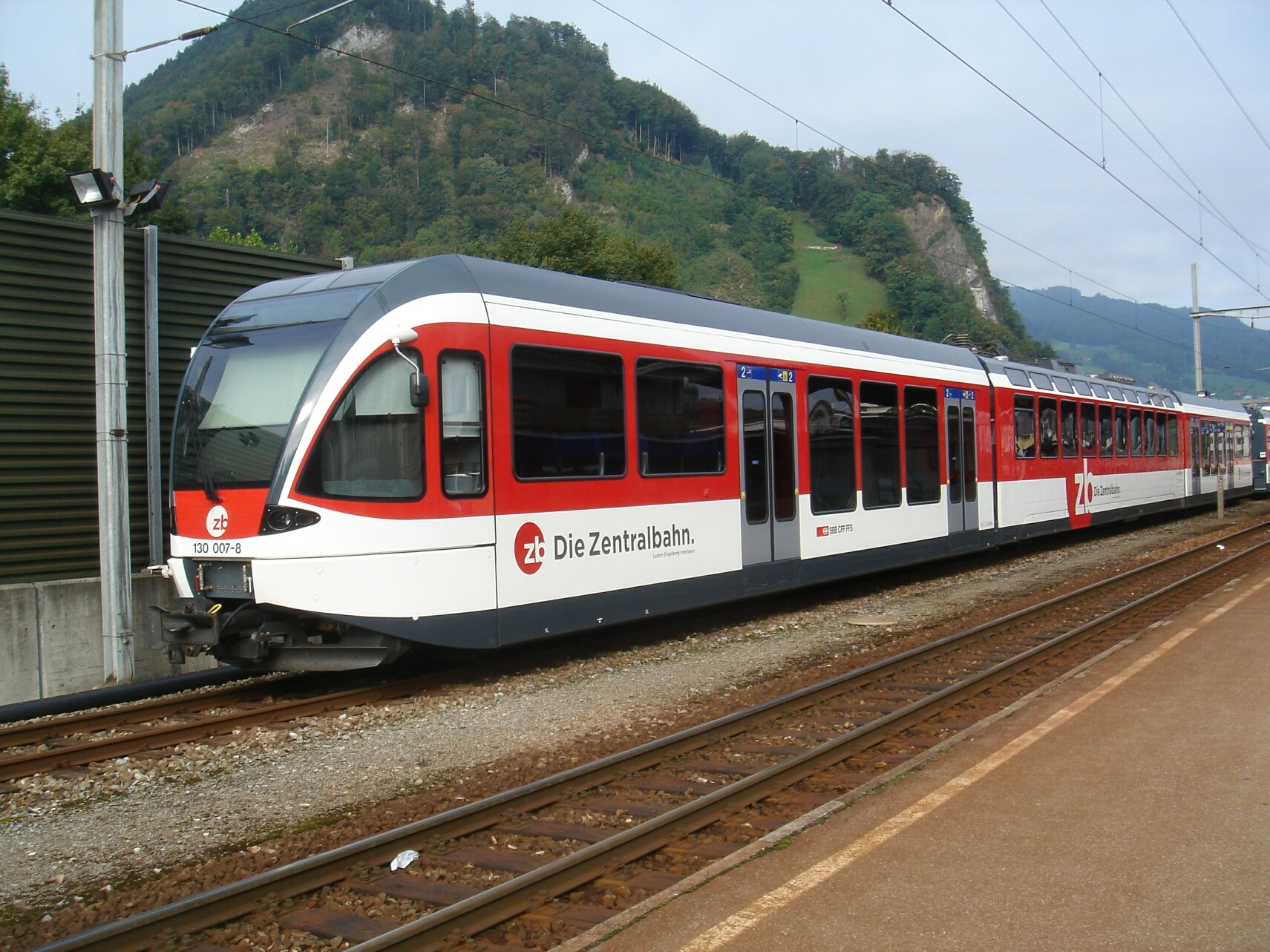
2004年から製造された粘着区間専用の部分低床式電車ABe130形
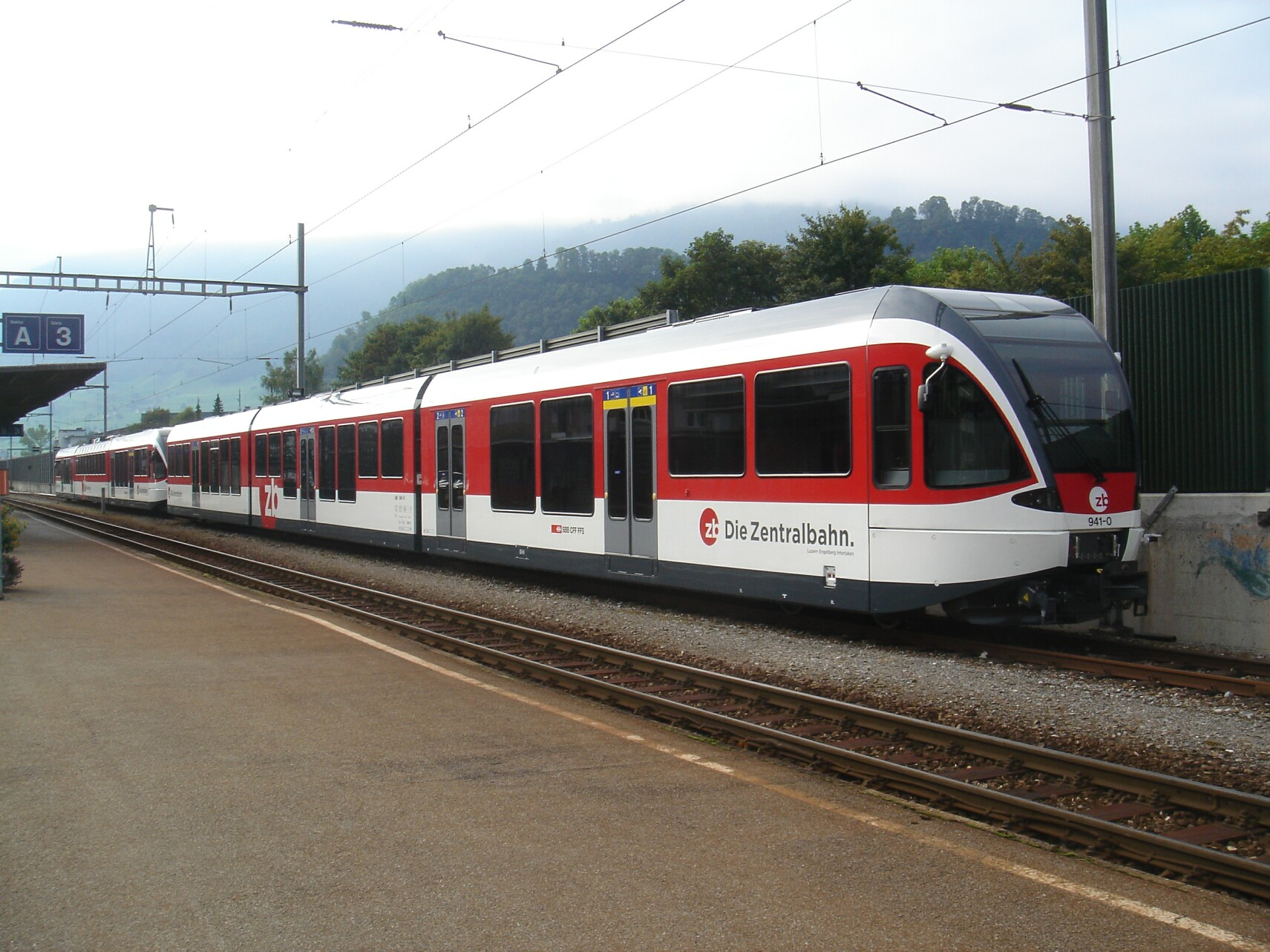
ABe130形と同形の3車体連接の制御客車ABt 941-943形
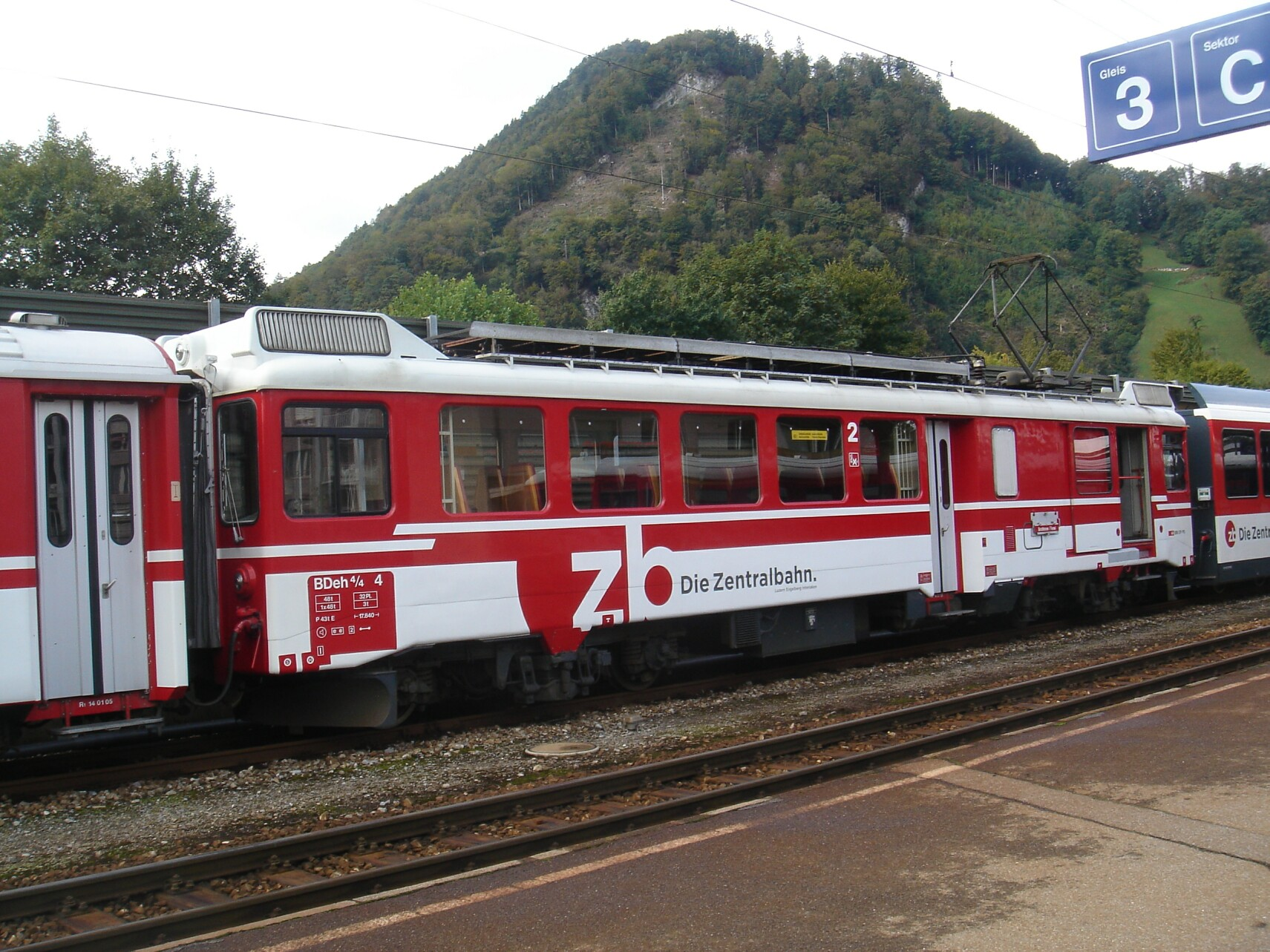
旧ルツェルン-シュタンス-エンゲルベルク鉄道線の主力であったBDeh140形ラック式電車
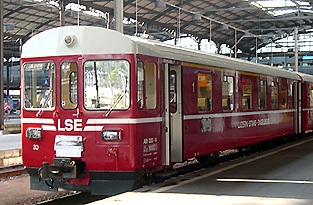
旧ルツェルン-シュタンス-エンゲルベルク鉄道線で運行されているBDeh140形と客車、制御客車によるシャトルトレイン、ABt 30号車
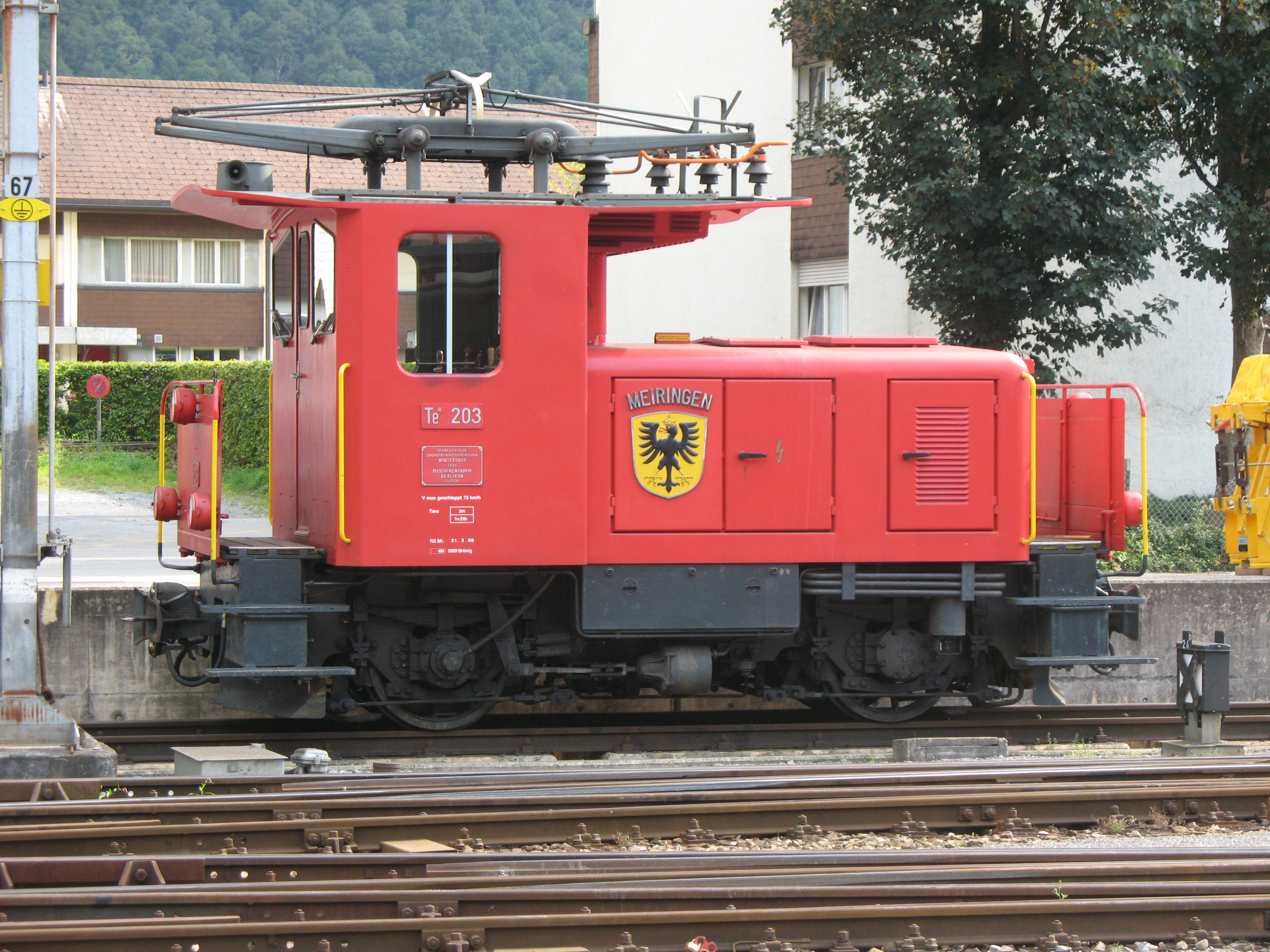
ブリューニック線の入換用電気機関車、Te171形